# 2019年の日本競馬
2019年の日本競馬（2019ねんのにほんけいば）では、2019年（平成31年/令和元年）の日本競馬界についてまとめる。
2018年の日本競馬 - 2019年の日本競馬 - 2020年の日本競馬

## 女性騎手に対する減量制度の変更
JRAは女性騎手の騎乗機会拡大を目的として、3月1日より一般競走における女性騎手の負担重量の減量制度を設定。所定の負担重量から2kg減とし、見習騎手の減量適用期間に減ずる重量は4kgまでとした。これにより、騎手免許取得後5年未満の女性騎手は50勝まで4kg減、51勝以上100勝まで3kg減となるほか、免許取得後5年以上経過後（または見習期間終了後）も女性騎手は一般競走に2kg減で騎乗可能となる。また、この減量制度の運用開始とあわせて騎手の体位向上を目的に、平地競走での最低負担重量をオープンは48kg、それ以外の競走は49kgに変更した。これらの変更に伴い、女性騎手（女性の見習騎手も含む）に対する競馬番組などでの減量記号が改められ、4kg減は「★」、3kg減は「▲」、2kg減は「◇」に変更し、男性の減量騎手とは別表記となった。
地方競馬でも、4月1日から北海道（門別）と南関東地区（大井・川崎・船橋・浦和）を除く各競馬場がJRAの制度に合わせる内容で実施。9月30日から南関東地区で導入開始。門別は体制が整い次第導入予定とした。

## 概要

### 中央競馬
日本中央競馬会（JRA）は、2018年10月22日に開催日割と重賞日程を発表。
年初は1月5日（中山・京都）より始まり、12月28日（中山・阪神）まで開催。祝日を含む3日間開催は、前年と同様に4節（1月12・13・14日、4月27・28・29日、9月14・15・16日、10月12・13・14日）で実施。このうち4月の3日間開催は変則2場開催となる（27日：東京・新潟、28日：東京・京都、29日：京都・新潟）。
リーディングジョッキーは164勝を挙げたクリストフ・ルメール（栗東）が3年連続3度目の獲得。リーディングトレーナーは62勝の安田隆行（栗東）が初めて獲得した。
また売得金は2兆8817億8866万1700円で前年比103.1%と8年連続で増加したが、開催全10場の入場者数は623万6197人で前年比99.5%と微減した。

#### 重賞競走の変更点
- JBC競走の京都競馬場開催に伴い休止していたみやこステークス（GIII）が復活。
- フェブラリーステークス（GI）のトライアル競走である東海ステークス（GII）を1回中京2日目(1月20日)に移設。このため、愛知杯（GIII）を1回中京3日目(1月26日)に変更。
- 2月24日の第93回中山記念（GII）は、天皇陛下の御在位30年を祝し「天皇陛下御在位30年慶祝」の副称が付けられる慶祝競走が施行[8]。
- 4月6日の第37回ニュージーランドトロフィーと第62回阪神牝馬ステークス（いずれもGII）は、「ウオッカ追悼競走」の副称を付けて施行[注 1][9]（後述）。
- 8月4日の第11回レパードステークスと第55回小倉記念（いずれもGIII）は、「ディープインパクト追悼競走」の副称を付けて施行[10]。なお両重賞を含め、8月3日・4日に行われた新潟・小倉・札幌のメイン競走（第11競走）は同様の副称を付けて施行した（後述）。また11月24日の第39回ジャパンカップ（GI）は、「ディープインパクトメモリアル」の副称を付けて施行[11]。
- 10月27日の第160回天皇賞（秋）（GI）は、「天皇陛下御即位慶祝」の副称が付けられる慶祝競走が施行[12]。

#### 競走体系の変更点
- 競走体系や生産上の指標として、重賞競走に次ぐ重要な競走として、オープン競走の中で質の高い競走を2019年度よりリステッド競走格付けを導入。該当競走は競走名の後ろに「（L）」を付す。2019年度はプリンシパルステークスなど63競走が対象となる[13]。また同競走の認知度及び注目度を高める目的で6月16日の阪神競馬第11競走で施行の米子ステークスからゼッケンの仕様を従来の「黒地に白文字」から「黒地に黄文字」に変更した[14]。
- 夏季競馬より降級制度が廃止。それに伴い、条件戦の呼称が500万円以下が1勝クラス、1000万円以下が2勝クラスに、1600万円以下が3勝クラスにそれぞれ変更される。スムーズな移行のため、当面は旧称も併記される[15]。
- 2019年度以降に施行される秋季競馬については3歳未勝利戦（スーパー未勝利）を編成しない[13][16]。

#### 場外発売の変更点
- 佐賀競馬場内にある場外発売所「ウインズ佐賀」は、9月28日から地方競馬共同トータリゼータシステムを使用した発売方法に変更。名称も「J-PLACE鳥栖」に改称する[17]。
- これまで開催場のメインレースのみの発売だったJ-PLACE観音寺は7月27日より開催場の全レースに拡大して発売。また前日発売も従来の有馬記念及び日本ダービーのみからすべてのGI競走に拡大する[18]。
- 9月14日より、ウインズ京都における枠番連勝式・馬番連勝複式・馬番連勝単式・拡大二連勝複式（ワイド）・三連勝複式の発売単位をこれまでの「300円以上100円単位」から「100円単位」に変更。これによりすべての式別が100円単位に統一される[19]。
- 9月28日より、Aiba札幌駅前（2代目）[注 2]でJRAの勝馬投票券の発売を開始（J-PLACE札幌駅前（2代目））。中央競馬の全場メインレースのみを発売し、前日発売はGI競走に限定して行う[20]。
- 12月14日より、以下の発売所において新しい投票用マークカード「GI（ジーワン）カード」の先行導入を開始[21]。従来の基本マークカード（緑色）から場名・レース番号・前日発売の欄が省略されており、式別と買い目、購入金額をマークするだけで購入が可能になる[21]。あらかじめJRAが指定した当該週のGI競走が購入できるが、1節につき1競走のみ指定されるため、同一週に複数のGI競走が施行される場合でも指定されていないGI競走には使用できないほか、GI競走が開催されない週も使用はできない[21]。
  - 中山競馬場[21]
  - 阪神競馬場[21]
  - ウインズ札幌[21]
  - ウインズ後楽園[21]
  - ウインズ新宿[21]
  - ウインズ梅田[21]
  - ウインズ難波[21]

#### その他の変更点
- 3歳以上の未出走馬及び新馬戦を除いた平地競走で未勝利馬が3走連続で9着以下に入線した場合は2か月間平地競走には出走不可能となる[16]。
- 2歳GIII競走における1着・2着馬の収得賞金算入額について、これまでの「本賞金の半額」から「1着馬は1600万円、2着馬は600万円」の定額制に変更[13]。
- 若手騎手競走の騎乗条件について、従来の「勝利度数通算100勝以下」から「騎手免許取得7年未満」に変更[13]。
- 平地重賞において未出走馬及び未勝利馬が出走した場合はタイムオーバーによる出走制限を適用。さらに1400m戦ではタイムオーバーによる着差を従来より1秒短縮[13]。
- 2018年9月に導入されたUMACA投票について、2019年中に全競馬場及び大都市圏を中心とした一部のウインズで運用を開始[22]。このうち競馬場については8月17日の中山を最後に全10場で運用開始となる[23]。
- 9月16日にJRAが65回目の創立記念日を迎えるのに当たり、この日を「JRAアニバーサリー」として施行。フリーパスの日として施行場である中山・阪神両競馬場の一般入場料を無料、また「JRAスーパープレミアム」としてWIN5を含む全式別の払戻率を一律80%に、さらにJRAアニバーサリー関連競走を施行。中山・阪神両競馬場以外の競馬場・ウインズ・エクセルでも関連イベントを実施する[24]。

#### 調教師の新規開業
3月1日付けで、以下の7名の調教師が新規に開業した。なお名前の前に☆印を付した調教師は本年1月1日付けで、他は2018年3月1日付けで調教師免許を取得したものである。
- 美浦所属（3名）：稲垣幸雄、加藤士津八、☆深山雅史
- 栗東所属（4名）：石坂公一、上村洋行、坂口智康、☆長谷川浩大

### 地方競馬
1月 - 3月は「平成30年度」、4月 - 2020年3月は「平成31年/令和元年度」の開催内容について記述する。
なお、日程等の発表時期は各主催者ごとに異なるため、発表があり次第順次掲載する。

#### 帯広市（ばんえい競馬）
2019年2月23日に開催日程・重賞日程を発表。2019年度は4月27日から2020年3月24日まで26開催・151日を予定（前年比：増減なし）。内訳はナイター開催94日（前年比：増減なし）、準ナイター開催17日（前年比：1日減）、薄暮開催38日（前年比：2日増）、デイ開催2日（前年比：1日減）となっている。重賞競走は25競走を施行予定（前年比：増減なし）。

##### 8年ぶりの新人騎手誕生
地方競馬における第3回の調教師・騎手試験合格者が11月14日に発表され、これまで小林長吉厩舎所属の厩務員として活動していた林康文が騎手に合格した。ばんえい競馬で新人騎手が誕生したのは2011年に合格した舘澤直央以来、実に8年ぶりとなった。12月1日付けで免許交付となり。
、交付当日の12月1日に帯広競馬場でお披露目イベントが開催された。そして12月15日の帯広競馬第5競走で初騎乗を果たしたが、結果は10頭中最下位の10着だった。

#### 北海道（ホッカイドウ競馬）
2019年2月15日に開催日程・重賞日程を発表。2019年度は4月17日から11月7日まで15開催・80日（前年比：増減なし）。全日程門別競馬場でナイター開催として施行。重賞競走は27競走を施行（前年比：増減なし）。またJRA認定競走は113競走を施行した（前年比：増減なし）。
最多勝利騎手は120勝を挙げた石川倭が初めて獲得。また最多勝利調教師は134勝の田中淳司が5年連続5度目の栄冠に輝いた。

##### 重賞競走の変更点
- 旭岳賞及び北斗盃をH3競走からH2競走に格上げ[32]。

##### その他の変更点
- 本賞金及び出走手当を増額[32]。
- 早期出走奨励金の創設。第1開催及び第2開催に出走した競走馬（ただし同一開催において2走目となる競走馬は除く）に対して1頭当たり2万円を交付する[32]。

#### 岩手県競馬組合（水沢・盛岡競馬）
2019年2月20日に開催日程・重賞日程を発表。通常開催は4月6日から2020年1月7日まで21開催（水沢10開催・盛岡11開催）・122日を予定（前年比：2日減）。その後冬季休催期間を挟んで2020年3月20日から30日まで特別開催を水沢で1開催・6日行う（前年比：1日増）。
ダートグレード競走を含む重賞は40競走を予定（前年比：2競走増）。うち盛岡芝コースで行われる重賞は6競走を予定（前年比：増減なし）。

##### 重賞競走の変更点
- 2003年以来休止していた東北優駿を16年ぶりに復活させ6月9日に水沢で開催。また3歳三冠競走を東北優駿、ダイヤモンドカップ（8月18日、水沢）、不来方賞（9月16日、盛岡）に変更する[35]。

#### 南関東公営競馬（特別区競馬組合・神奈川県川崎競馬組合・千葉県競馬組合・埼玉県浦和競馬組合）
2018年11月13日に開催日程・重賞日程を発表。内訳は大井が96日（ナイター73日）、川崎が64日（ナイター50日）、船橋が59日（5月6日及び9月23日を除きナイター開催）、浦和が55日となっている。発表時段階で川崎が1日、船橋が3日、浦和が2日増加した一方大井が3日減らされた。また昼夜リレー開催は6月27日、6月28日、8月16日、12月25日の合計4回、いずれも昼間・浦和開催→夜間・大井開催で施行される予定。
JBC競走は11月4日に浦和競馬場で初開催。浦和開催に伴い、JBCクラシックは距離2000m、JBCスプリントとJBCレディスクラシックは距離1400mにそれぞれ変更して施行される。

##### 重賞競走の変更点
- 雲取賞(準重賞)を重賞に格上げし、距離も1,600m(内回り)から1,800m(外回り)に変更する。
- ブリリアントカップ（SIII）の距離を2,000m（外回り）から1,800m（外回り）に変更する。

##### その他の変更点
- 1月15日から2月22日まで実施される船橋ナイター競馬において、騎手の防寒対策としてJRA交流競走を除く全競走においてアンダーウェア着用分として負担重量を0.5kg加算。また騎手はパドックから発走地点までに限り防寒服の着用が可能となる[39]。
- 豪州を拠点に騎乗している富澤希が6月3日から9月2日まで短期騎手免許により南関東を中心に騎乗。期間中は大井・藤田輝信厩舎所属となる。富澤の日本での騎乗は2003年以来16年ぶり二度目[40][41]。

##### 調教師の新規開業
- 4月1日付で、吉井竜一（大井、調教師免許取得日：2018年4月1日）が12馬房で新規開業[42]。

#### 愛知県競馬組合（名古屋競馬）・岐阜県地方競馬組合（笠松競馬）
2019年1月11日に開催日程を発表。内訳は名古屋が27開催・110日（前年比：1開催2日減）、笠松が21開催・95日（前年比：増減なし）となっている。その後2月13日に名古屋競馬の重賞競走日程が、3月4日には笠松競馬の重賞競走日程がそれぞれ発表され、名古屋はダートグレード競走を含む21競走を、笠松は19競走を施行予定（前年比：名古屋は5競走減、笠松は増減なし）。

##### 重賞競走の変更点
愛知県競馬組合
- マイル争覇（SPII）を12月開催から1月開催に変更。また1月開催としていた湾岸ニュースターカップ（SPII）を2020年度から夏季開催に変更するため2019年度は施行しない[44]。
- これまで笠松グランプリの指定競走としていたゴールド争覇は同じく笠松グランプリのトライアル競走に変更[44]。
- マイル争覇及び名古屋記念（SPI）は出走条件をサラ3歳以上からサラ4歳以上に変更[44]。

岐阜県地方競馬組合
- これまで10月に開催されていた岐阜金賞（SPI）を8月開催に、9月開催だったオータムカップ（SPII）を10月開催にそれぞれ変更[45]。
- 8月15日に施行されるくろゆり賞の充実を図る目的として、7月18日のサマーカップはSPIIIからSPIIに格上げ。さらにくろゆり賞はこれまでの北陸・東海近畿交流競走から地方全国交流競走に変更[45]。

##### その他の変更点
- 7月から9月にかけて行われる第8回から第13回名古屋競馬において、11時59分までに発走する競走を対象に「名古屋モーニングフィーバー」を実施。三連勝単式の払戻率が従来の72.5%から77.7%に上乗せされるが、著しく人気が集中した場合は上乗せされない場合がある[46]。

#### 石川県・金沢市（金沢競馬）
2019年3月15日に開催日程・重賞日程を発表。2019年度は22開催（県営19開催・市営3開催）・87日を施行予定（前年比：1開催4日増）。4月1日から12月27日まで20開催（県営17開催・市営3開催）・80日（県営68日・市営12日）施行し、その後冬季休催期間を挟んで2020年3月15日から31日まで県営を2開催・7日行う。重賞競走は18競走を施行予定（前年比：1競走減）。

##### 重賞競走の変更点
- 新設重賞として6月11日に徽軫賞を施行[47]。

#### 兵庫県競馬組合（園田・姫路競馬）
2019年1月15日に発表済みの1月から3月分を含む開催日程・重賞日程を発表。全日程園田競馬場での開催となる。毎週金曜日限定で開催されるナイター競走は5月3日から11月8日まで28回施行する予定。

##### 重賞競走の変更点
- 競走体系見直しにより六甲盃を2回開催。3月26日に第56回を、6月14日に第57回を施行する[50]。

##### 調教師の新規開業
- 4月1日付で、大山寿文（調教師免許取得：2018年12月1日）[52]が新規に開業。西脇馬事公苑に8馬房を構える[53]。また6月1日付で石橋満（調教師免許取得：2018年12月1日）[52]が新規開業。こちらも大山と同様西脇馬事公苑に8馬房を構える[54]。

#### 高知県競馬組合（高知競馬）
2019年2月25日に開催日程・重賞日程を発表。2019年は4月13日から2020年3月31日まで19開催・109日を予定（前年比：1日増）。このうち12月31日及び翌2020年1月1日は夕焼けいばとして施行し、他は夜さ恋ナイターとして施行。また重賞競走は20競走を施行予定（前年比：1競走増）。

##### 重賞競走の変更点
- 西日本地区の競馬場で持ち回りで開催されている西日本ダービーを9月16日に高知競馬場で施行[56][57]。
- 新設準重賞として満天星特別（11月30日）、土佐寒蘭特別（12月14日）、瀬戸特別（12月21日）を施行予定[57]。

#### 佐賀県競馬組合（佐賀競馬）
2019年3月8日に開催日程・重賞日程を発表。2019年度は23開催・109日を予定（前年比：1日減）。ダートグレード競走を含む重賞競走は22競走を施行予定（前年比：1競走増）。

### 中央競馬の開催日割
予定として発表されている競馬場別の開催日割は以下の通り。
- 札幌競馬場：2回・12日（前年比：増減なし）
- 函館競馬場：2回・12日（前年比：増減なし）
- 福島競馬場：3回・20日（前年比：増減なし）
- 新潟競馬場：3回・26日（前年比：増減なし）
- 中山競馬場：5回・41日（前年比：増減なし）
- 東京競馬場：5回・45日（前年比：増減なし）
- 中京競馬場：4回・26日（前年比：増減なし）
- 京都競馬場：5回・44日（前年比：増減なし）
- 阪神競馬場：5回・42日（前年比：増減なし）
- 小倉競馬場：2回・20日（前年比：増減なし）

### 地方競馬の開催日割
予定として発表されている競馬場別の開催日割は以下の通り。
- 帯広競馬場：151日（前年比：増減なし）[26]
- 門別競馬場：80日（全日程グランシャリオナイター・前年比：増減なし）[31]
- 水沢競馬場：62日（前年比：7日減）[34]
- 盛岡競馬場：66日（前年比：6日増）[34]
- 浦和競馬場：55日（前年比：2日増）
- 船橋競馬場：59日（ハートビートナイター57日・前年比：3日増）
- 大井競馬場：96日（トゥインクルレース73日・前年比：3日減）
- 川崎競馬場：64日（スパーキングナイター50日・前年比：1日増）
- 名古屋競馬場：110日（前年比：2日減）[43]
- 笠松競馬場：95日（前年比：増減なし）[43]
- 金沢競馬場：87日（県営75日・市営12日、前年比：4日増）[47][49]
- 園田競馬場：177日（そのだ金曜ナイター28日・前年比：14日増）
- 高知競馬場：109日（夜さ恋ナイター107日・前年比：1日増）[55]
- 佐賀競馬場：109日（前年比：1日減）[58]

## できごと

### 1月
- 4日 - アウヤンテプイ（佐賀、元笠松→北海道）がこの日付けで地方競馬の競走馬登録を抹消（1月24日に判明）[59]。
- 6日 - 中山競馬第2競走で、田辺裕信（美浦）がJRA史上38人目（現役騎手25人目）となる通算1万回騎乗を達成[60]。
- 8日
  - 『2018年度JRA賞』の競走馬部門の選考委員会が行われ、年度代表馬にアーモンドアイ（最優秀3歳牝馬にも同時選出）を選出。なお同馬は両部門共に満票で選出された[61]。
  - 高知県競馬組合は、岩手競馬所属騎手の木村直輝が1月14日付で高知競馬に移籍すると発表[62]。
- 9日 - ファインニードル（JRA）が競走馬登録を抹消。今後は種牡馬に[63][64]。同馬は前日に発表された『2018年度JRA賞』の最優秀短距離馬に選出されたばかりだった[64]。
- 10日 - クリソライト（JRA）が競走馬登録を抹消。今後は韓国で種牡馬に[65]。
- 11日 - ジュールポレール（JRA）が競走馬登録を抹消。今後は繁殖入り[66]。
- 12日
  - 中山競馬第9競走で、ディープインパクト産駒がJRA史上2頭目となる通算1800勝を最速で達成[67]。
  - 昨年12月12日付でJRAの競走馬登録を抹消された[68]ツクバアズマオーが高知競馬に移籍したことがこの日判明[69]。
- 13日 - ステファノス（JRA）が競走馬登録を抹消。今後はニュージーランドで種牡馬に[70]。
- 14日 - 京都競馬第10競走で、秋山真一郎（栗東）がJRA史上27人目（現役騎手17人目）となる通算1万2000回騎乗を達成[71]。
- 16日 - 『NARグランプリ2018』が発表され、年度代表馬にキタサンミカヅキ（船橋、4歳以上最優秀牡馬及び最優秀短距離馬にも同時選出）を選出。
- 20日 - 中京競馬第7競走で、マンハッタンカフェ産駒がJRA史上14頭目となる通算1100勝を達成[72]。
- 23日
  - マイネルミラノ（JRA）が競走馬登録を抹消。今後は乗馬に[73]。
  - 大井競馬第11競走（第22回TCK女王盃、13頭立て）で、1着に6番人気、2着に9番人気が入線し、当該馬の枠同士による枠番連勝単式の払戻金が大井競馬史上最高配当となる12万2630円を記録[74]。
  - 岩手競馬で昨年禁止薬物陽性馬の発生が続発したことを受け、岩手県競馬組合は被疑者不詳のまま岩手県警に告訴状を提出した[75]。
- 24日 - ミッキーロケット（JRA）が競走馬登録を抹消。今後は種牡馬に[76]。
- 25日
  - 「降雪による競馬開催への影響が予想される」として、翌26日施行の京都競馬全競走の前日夜間発売を取りやめ[77]。
  - ワンミリオンス（JRA）[78]とジュエルクイーン（大井、元北海道→愛知）[79][80]が競走馬登録を抹消。今後はともに繁殖入り。
- 26日
  - 「降雪による競馬開催への影響が予想される」として、翌27日施行のシルクロードステークスの前日発売[81]、京都競馬全競走およびWIN5の前日夜間発売を取りやめ[82]。
  - 降雪の影響により、佐賀競馬は第11競走以降を取りやめ。代替競走も施行しない[83]。
- 27日 - この日施行の中京競馬は、「降雪の影響により馬運車到着の遅れが見込まれる」として第1競走から第9競走までの発走時刻を最大30分繰り下げて施行[84]。
- 30日 - ハギノハイブリッド（JRA）が競走馬登録を抹消。今後は種牡馬に[85]。
- 31日 - 川崎競馬第11競走で、森下博（川崎）が63歳8か月27日で勝利し、山中利夫（当時金沢所属）が記録した62歳9か月25日を上回り、記録が残る1973年4月以降における史上最高齢勝利記録を更新[86][87]。

### 2月
- 3日 - 高知競馬第2競走で、佐原秀泰（高知）が地方競馬通算1万回騎乗を達成[88]。
- 7日 - キョウエイギア（JRA）が競走馬登録を抹消。今後は種牡馬に[89]。
- 8日
  - 「降雪による競馬開催への影響が予想される」として、2月9日施行予定の東京競馬の金曜日夜間発売を中止[90]。
  - 騎手の石崎隆之（船橋）が、3月末をもって引退することを表明。昨年7月17日の浦和競馬第6競走が最後の騎乗となった[91]。
- 9日 - この日施行予定だった東京競馬は、「降雪の影響により安全な競馬の施行に支障がある」として開催を中止。代替競馬は11日に出馬表の内容を変更せずに施行。また10日に東京競馬第11競走で施行の共同通信杯の前日発売[92]、及び2月10日施行の東京競馬全競走及びWIN5、11日に変更となったクイーンカップの土曜夜間発売も中止[93]。
- 10日
  - この日施行の東京競馬は降雪の影響により第1競走から第8競走まで最大60分繰り下げて施行[94]。また降雪による競馬開催の影響が予想されるとしてクイーンカップの前日発売[94]及び11日施行の東京競馬全競走の日曜夜間発売を中止[95]。
  - ばんえい帯広競馬第9競走で、ホクショウマサル（ばんえい）がばんえい競馬史上最多記録タイとなる19連勝を達成[96]。
- 12日 - JRAの平成31年度新規騎手免許試験の合格者が発表され、競馬学校を卒業する7人に加え[97]、豪州を中心に13か国で騎乗し、日本の地方競馬でも南関東を中心に騎乗経験のある藤井勘一郎が6度目の受験で合格した[98][99]。
- 14日 - 騎手の小山裕也（兵庫）がこの日の園田競馬の騎乗をもって引退[100]。
- 16日
  - 京都競馬第11競走（京都牝馬ステークス）で、藤沢和雄（美浦）がJRA所属調教師歴代最多となる重賞競走通算出走頭数1033頭目を記録[101]。
  - ばんえい帯広競馬第11競走で、ホクショウマサルがばんえい競馬最多連勝記録を更新する20連勝を達成[102]。
- 17日
  - 東京競馬第11競走（第36回フェブラリーステークス、GI）で、藤田菜七子（美浦）がJRA所属女性騎手として史上初となるGI競走に騎乗。4番人気のコパノキッキング（JRA）に騎乗して5着だった[103]。
  - キサラキク（ばんえい）がこの日の帯広競馬第10競走（ウィナーズカップ）の出走をもって引退。今後は繁殖入り[104]。
- 19日 - 兵庫県競馬組合及び高知県競馬組合は、高知競馬所属騎手の松木大地が2月21日付で兵庫に移籍することを発表。ただし兵庫での騎乗は5月22日以降となる[105][106]。
- 20日 - レーヌミノル[107]とエテルナミノル[108]（いずれもJRA）が競走馬登録を抹消。今後はともに繁殖入り。
- 23日 - アイリッシュサラブレッドマーケティングカップ騎乗のためカタールに遠征していた阿部龍（北海道）が、この日行われたアルライヤン競馬場第1競走で勝利し海外競馬初勝利[109]。
- 24日
  - この日行われたWIN5で、対象レース順に2番人気→15番人気→12番人気→11番人気→5番人気が1着となり、払戻金が上限6億円引き上げ後史上最高となる4億7180万9030円を記録。的中は1票だった[110]。
  - 中山競馬第11競走（第93回中山記念）で、ステイゴールド産駒が史上5頭目となるJRA重賞競走100勝を達成[111]。
- 28日
  - ビッシュ（JRA）が競走馬登録を抹消。今後は繁殖入り[112]。
  - 伊藤正徳、栗田博憲、柴田政人、谷原義明（以上美浦）、沖芳夫、坂口正則、中村均、松元茂樹（以上栗東）の調教師8名が定年のためこの日付けで引退[113]。
  - この日の名古屋競馬で、岡部誠（愛知）が記録の残る1973年以降地方競馬新記録となる1日8勝を記録[114]。

### 3月
- 1日
  - グレイスフルリープ（JRA）が競走馬登録を抹消。今後は乗馬に[115]。
  - ユーロビート（大井、元JRA）が地方競馬の競走馬登録を抹消[116]。2月6日に大井で行われた金盃（12着）が最後の競走となった[117]。
- 3日 - この日のWIN5は、対象レース順に7番人気→14番人気→5番人気→13番人気→8番人気が1着となる波乱となり、664万票余りが売れたものの的中者はおらず、約4億6500万円が次回へキャリーオーバーとなった[118]。
- 4日 - 大井競馬第10競走（16頭立て）で、1着に13番人気、3着に最低16番人気が入線し、当該馬同士による拡大二連勝複式（ワイド）の配当が大井競馬史上最高配当となる9万1240円を記録[119]。
- 6日 - コウエイエンブレム（JRA）が競走馬登録を抹消。その後船橋競馬に移籍したことが同月30日に判明[120]。
- 7日 - キンショーユキヒメ（JRA）が競走馬登録を抹消。今後は繁殖入り[121]。
- 10日 - 高知競馬第6競走で、スタート後に1頭の前扉が正常に開かず、4秒後にようやく開いたものの発走やり直しとなるハプニングが発生。当該馬に騎乗した岡村卓弥（高知）は「ゲート内で適切な扶助操作を行わなかった」として戒告処分[122]。
- 13日 - アドマイヤリード（JRA）が競走馬登録を抹消。今後は繁殖入り[123]。
- 15日 - ヴゼットジョリー[124]とワンブレスアウェイ[125]（いずれもJRA）が競走馬登録を抹消。今後はともに繁殖入り。
- 18日 - JBC実行委員会が開催され、20回目となる2020年のJBCを11月3日に大井競馬場で開催することを決定。大井での開催は3年ぶり8度目[126][127]。さらに2歳カテゴリーを新設し、同じ日に門別競馬場で『JBC2歳優駿』（1800m）を開催することを決定した[126][128]。
- 20日 - ハヤブサマカオー（JRA）が競走馬登録を抹消。今後は大井競馬へ移籍[129]。
- 21日 - モズカッチャン（JRA）が屈腱炎を発症したことにより競走馬登録を抹消。今後は繁殖入り[130]。
- 26日 - 岐阜県地方競馬組合及び兵庫県競馬組合は、兵庫所属騎手の松本剛志が4月1日付で笠松競馬に移籍することを発表[131][132]。
- 28日 - テイエムイナズマ[133]とセンチュリオン[134]（いずれもJRA）が競走馬登録を抹消。今後は前者が日本大学で乗馬に、後者が浦和競馬へ移籍。
- 29日
  - スノードラゴン（JRA）が競走馬登録を抹消。今後は種牡馬に[135]。
  - 騎手の工藤篤（ばんえい）がこの日付けで引退。引退は4月1日に発表された[136][137]。
- 30日 - ドバイ・メイダン競馬場で行われた『第24回ドバイターフ』（GI、芝1800m）で、JRAから参戦したアーモンドアイ（クリストフ・ルメール騎乗）が日本馬史上5頭目となる同競走制覇を達成。また2着にも同じくJRAから参戦した2017年優勝馬のヴィブロス（ミカエル・バルザローナ騎乗）が入線し、日本馬のワンツーフィニッシュとなった[138]。
- 31日
  - 騎手の赤嶺亮（大井）が引退。翌4月1日付で調教師に転身[139][140]。 21日の大井競馬第5競走が最後の騎乗となった[140]。また2018年にデビューした北野壱哉（大井）が騎手免許を更新せずこの日付けで引退[141]。さらに調教師の鷹尾雄治（金沢）もこの日をもって引退[142]。
  - 佐賀競馬第10競走（10頭立て）で1着から最低10番人気→4番人気→9番人気の順で入線し、三連勝複式が37万4470円、三連勝単式が1771万7330円を記録し、いずれも佐賀競馬レコードを更新する波乱となった[143]。

### 4月
- 6日 - 4月1日にJRA顕彰馬のウオッカが死亡したため、判明直後の競馬開催であるこの日、中山競馬第11競走のニュージーランドトロフィー(NHKマイルカップトライアル)(GII)[144]、阪神第11競走の阪神牝馬ステークス(GII)[145]、福島第11競走の吾妻小富士賞[146]は「ウオッカ追悼競走」と副題を付して、追悼競走が実施された。[147]
- 9日 - 名古屋競馬第2競走（11頭立て）で1着から9番人気→5番人気→10番人気の順で入線し、三連勝単式の払戻金が同競馬史上最高配当を8年ぶりに更新する502万3300円を記録（的中1票）[148]。
- 10日 - ヴィブロス[149]とミスパンテール[150][151]（いずれもJRA）が競走馬登録を抹消。今後はともに繁殖入り。
- 13日 - 中山競馬第11競走（第21回中山グランドジャンプ、J・GI）で、オジュウチョウサン（石神深一騎乗）がJRA史上初となる同一重賞4連覇を達成[152]。
- 17日 - ダイアナヘイロー（JRA）が競走馬登録を抹消。今後は繁殖入り[153]。
- 19日 - ニホンピロバロン（JRA）が競走馬登録を抹消。今後は乗馬に[154]。
- 20日 - タイセイドリーム（JRA）が競走馬登録を抹消。今後は乗馬に[155]。
- 21日 - 京都競馬第11競走（マイラーズカップ）で、ディープインパクト産駒がサンデーサイレンス産駒に次ぐJRA史上2頭目となる重賞競走通算200勝を達成[156][157]。
- 22日 - クラージュドール（船橋、元JRA）が地方競馬の競走馬登録を抹消[158]。今後は乗馬に[159]。
- 24日 - ミッシングリンク（JRA）が競走馬登録を抹消。今後は浦和競馬へ移籍[160]。
- 26日
  - カワキタエンカ（JRA）が競走馬登録を抹消。今後は繁殖入り[161]。
  - 関東地方公営競馬協議会は、雇用していた厩務員が禁止行為であるインターネット上で勝馬投票券を購入し競馬法に抵触したとして、川崎所属の佐々木仁、船橋所属の岡林光浩、渋谷信博の3調教師を「指導監督が不行き届きだった」としてそれぞれ戒告及び4月30日から5月27日まで賞典停止実効20日間の処分にしたことを発表。ただし刑事告訴は行わない方針[162][163]。
- 27日 - 東京競馬第11競走（青葉賞）で、和田竜二（栗東）がJRA史上9人目（現役騎手7人目）となる通算1万7000回騎乗を達成[164]。
- 28日 - 香港・沙田競馬場で行われた『クイーンエリザベス2世カップ』で、JRAから参戦したウインブライト（松岡正海騎乗）がコースレコードで海外G1競走初制覇。日本馬の勝利は史上4頭目・通算5度目[165]。
- 29日 - ばんえい帯広競馬第1競走（10頭立て）で、1着から最低10番人気→9番人気→8番人気の順で入線し、三連勝単式の配当がばんえい競馬史上最高[注 3]となる284万4100円を記録[166]。

### 5月
- 1日 - 浦和競馬第9競走（12頭立て）で、1着から8番人気→9番人気→10番人気の順で入線し、三連勝複式が56万3830円、三連勝単式が827万9550円を記録し、いずれも浦和競馬レコードを更新する波乱となった[167]。
- 2日 - ロックディスタウン（JRA）が競走馬登録を抹消。今後は繁殖入り[168]。
- 4日
  - 第2回東京競馬第5日目は、第10競走直前にひょうが降るなど天候が急激に悪化したことにより「完全な競馬の実施が困難である」として同競走以後のレースを打ち切り。これに伴い、第10競走から第12競走までの勝馬投票券は返還[169][170]。また第11競走で施行予定だったダービートライアルのプリンシパルステークスは5月12日の第10競走に移行して開催[171]。
  - 京都競馬第11競走（京都新聞杯）で、キングカメハメハ産駒がJRA史上3頭目となる通算1800勝を達成[172]。
  - 新潟競馬第2競走で柴田善臣（美浦）が、京都競馬第6競走で武豊（栗東）がそれぞれ「昭和平成令和」の3元号勝利騎手を達成[173]。
- 8日 - ノンコノユメ（JRA）が競走馬登録を抹消。今後は大井競馬へ移籍[174]。
- 9日 - 4月28日の京都競馬第8競走で出走した牝4歳馬から規制薬物[注 4]（消炎剤）が検出されたとして、JRAは当該馬の管理調教師である石坂正（栗東）を過怠金30万円の処分にしたことを発表[175]。しかし石坂はこれを不服としてJRAに対し審査請求を行ったことを5月27日に明らかにした[176]。
- 13日 - 神奈川県川崎競馬組合は、SNS上で差別発言等を繰り返し行い、競馬の信用を失墜させたとして同組合所属騎手の瀧川寿希也を5月13日から5月16日まで4日間の騎乗停止処分にしたことを発表。瀧川は同様の理由で4月にも2日間の騎乗停止処分を受けていた[177]。今回の処分などを受け、当面の間は騎乗を自粛する見込み[178]。
- 16日
  - ミスエルテ（JRA）が競走馬登録を抹消。今後は繁殖入り[179]。
  - 門別競馬第8競走（アークトゥルス特別）は濃霧の影響により取りやめ。なお第9競走以降は予定通り施行された[180]。
- 17日 - ブラゾンドゥリス（JRA）が競走馬登録を抹消。今後はホッカイドウ競馬へ移籍[181][182]。
- 18日 - 京都競馬第5競走で、ディープインパクト産駒がサンデーサイレンス産駒に次いでJRA史上2頭目となる通算1900勝を史上最速で達成[183]。
- 20日 - 騎手の小林徹弥（栗東）が引退。今後は調教助手に転身[184]。前日19日の京都競馬第12競走（4着）が最後の騎乗となった[185]。
- 21日 - 盛岡競馬第7競走、第8競走及び第11競走は降雨による走路状況悪化により「安全な競馬の施行に支障がある」として取りやめ[186][187]。
- 23日 - モルトベーネ（JRA）が競走馬登録を抹消。今後はホッカイドウ競馬へ移籍[188][注 5]。
- 25日 - セカンドテーブル（JRA）が競走馬登録を抹消。今後は乗馬に[190]。
- 26日 - 京都競馬第1競走で、松岡正海（美浦）がJRA史上30人目（現役騎手18人目）となる通算1万1000回騎乗を達成[191]。
- 27日 
  - 埼玉県浦和競馬組合は、現在佐賀競馬場で期間限定騎乗を行っている騎手の吉本隆記が6月1日付で完全移籍することを発表。移籍後は手島勝利厩舎所属となる[192]。
  - アクティブミノル（船橋、元JRA）が競走馬登録を抹消[193]。

### 6月
- 1日 - 阪神競馬第5競走で、福永祐一（栗東）がJRA史上10人目（現役騎手8人目）となる通算1万7000回騎乗を達成[194]。
- 2日 - 阪神競馬第7競走で、小牧太（栗東）がJRA史上31人目（現役騎手19人目）となる通算1万1000回騎乗を達成[195]。
- 4日 - 大井競馬第4競走（14頭立て）の第3コーナーから第4コーナー中間点で、1頭が内斜行したことをきっかけにして5頭が落馬、競走中止となるアクシデントが発生。このうち柏木健宏（大井）が後続馬に頭部を踏まれ意識不明[注 6]の状態で病院に搬送された他、丹内祐次（JRA美浦）、有年淳（大井）も負傷して病院で治療を受けた。加害馬に騎乗していた遠藤健太（大井）は6月10日から13日まで実効4日間の騎乗停止処分[197]。
- 11日
  - 2019年度JRA顕彰馬の記者投票結果が発表されたが、キタサンブラックは有効投票数の75%（145票）に5票及ばず落選となり、「該当馬なし」となった[198]。
  - 水沢競馬第6競走で、2位入線の牡11歳馬が決勝線手前で併走していた4位入線の牡10歳馬に噛みつき、当該事象がなければ被害馬が先着できたと判断され4着に降着となる珍事。当該馬は調教不十分で30日間の出走停止、また管理調教師の高橋純（岩手）は戒告及び賞典停止4日の処分を科された[199]。
- 13日 - 佐賀県競馬組合は、2016年3月6日の佐賀競馬第5競走で落馬負傷し戦列を離れていた所属騎手の岩永千明が15日に行われる佐賀競馬で3年3か月ぶりに復帰することを発表。当日は3鞍に騎乗した[200]。
- 14日 - JRAは、カイバの中に混ぜる飼料添加物（サプリメント）「グリーンカル」の中に血管拡張や利尿作用のある禁止薬物「テオブロミン」が検出され、それを摂取した可能性が否定できないとして15・16日に東京・阪神・函館で出走予定だった27厩舎（美浦6厩舎、栗東21厩舎）・156頭[注 7]を競走除外とする措置を発表。ただし開催そのものは予定通り施行された。この添加物は競走馬理化学研究所の検査が判明する前に使用されていた[201][202]。また地方競馬でも15・16日にばんえい帯広競馬で出走予定だった5頭、16日の金沢競馬で出走予定だった20頭[203]、17日の船橋競馬で出走予定だった5頭[204]が同様の理由により競走除外となった。その後JRAは競走除外となった156頭について、救済措置として8月11日までの開催[注 8]において同じ種別の自己条件戦限定（競馬場や距離等は不問）で優先出走権を付与することを発表した[206]。

- 17日 - 岐阜県地方競馬組合は、2月と今月に競走馬が敷地外に放馬した事故が相次いだことを受け、6月18日から21日まで予定されていた第6回笠松競馬（通称：アルプスシリーズ）の開催を自粛することを発表。なお他場場外発売は通常通り行う[207][208]。
- 20日
  - 6月16日に行われた金沢競馬で、5競走で禁止薬物摂取の可能性による競走除外に伴う頭数変更を失念し複勝式の発売設定を誤り、それに伴い払戻金にも誤りがあったことがこの日判明。このうち3競走で7頭立て、1競走で5頭立てとなり複勝式が2着払いのところ3着払いに、また1競走では4頭立てで複勝式の発売がなくなったにもかかわらず2着払いを実施していた。今後は5頭・7頭立ての4競走については払戻金を再計算して差額が生じた場合は追加の払戻を、また4頭立てとなった1競走では3着及び4着馬に投票していた場合について返還に向けた準備を行うと表明[209][210]。その後6月28日に4競走分の追加の払戻額及び1競走分の返還額が発表された[211]。→6月14日の出来事も参照
  - 騎手の横川尚央（船橋）がこの日の船橋競馬第2競走での騎乗を最後に引退。今後については未定[212]。
- 21日 - 調教師の山浦武（船橋）がこの日の船橋競馬第11競走への出走をもって騎手時代を含め40年余りにわたる競馬生活にピリオド。30日付で正式に引退[213][214]。
- 24日 - JRAは2025年の京都競馬場開設100周年記念事業の一環として、京都競馬場の観客席や競走馬厩舎などの施設の改修工事を2020年2月から2024年3月まで実施すると共に、改修工事に伴い京都競馬の開催を2020年11月から2023年3月まで休止することなどを発表した[215]。
- 26日 - 高知県競馬組合は、所属騎手の別府真衣が心身の疲労を理由に6月30日の高知競馬での騎乗を最後に当面休業することを発表[216]。
- 28日 - 大井競馬第11競走で、小久保智（浦和）が南関東所属調教師最多通算勝利数を更新する1277勝目を記録[217]。小久保はこの日の浦和競馬第2競走でも勝利しており、川島正行（当時船橋所属。2014年没）が記録していた通算1276勝に並んでいた[218]。
- 30日
  - スウェーデンで行われた「ウィメンジョッキーズワールドカップ」第2戦で、藤田菜七子が海外競馬初勝利[219]。その後続く最終第5戦でも勝利を挙げ、総合ポイントでもトップに立ち世界女王の座を射止めた[220]。
  - 福島競馬第11競走（ラジオNIKKEI賞、GIII）で、調教師の中竹和也（栗東）がJRA史上6人目となる全10場重賞競走制覇を達成[221]。

### 7月
- 5日 - JRAは東京都港区内のJRA本部などで記者会見を行い、6月に飼料添加物「グリーンカル」から禁止薬物が検出され156頭に上る大量の競走除外馬が発生したことについて責任を認め謝罪すると同時に、原因としてグリーンカルと同じ製造工場内にあるラインでカカオ豆副産物を粉砕しており、その粉じんがグリーンカルの原材料である「アルファルファミール」を製造する課程で混入したことを公表。今後はチェック体制をより厳しくすると共に、除外となった156頭については出走予定レースの3着賞金額に相当する保証金及び及び特別出走手当を支給することを表明した[222][223]。→6月14日の出来事参照
- 12日 - ジョーストリクトリ（JRA）が競走馬登録を抹消。今後は浦和競馬へ移籍[224]。
- 13日 - 函館競馬第1競走で、勝浦正樹（美浦）がJRA史上17人目（現役騎手13人目）となる通算1万4000回騎乗を達成[225]。また中京競馬第4競走（障害戦）では熊沢重文（栗東）がJRA史上3人目（現役最多）となる障害競走通算1500回騎乗を達成[226]。
- 15日 - ガリバルディ（金沢[注 9]、元JRA）が地方競馬の競走馬登録を抹消[227]。
- 21日 - この日施行予定だった佐賀競馬は大雨の影響により「安全かつ公正な競馬ができない」との判断により開催中止。代替開催も行わない[228]。
- 25日 - ベルーガ（JRA）が競走馬登録を抹消。今後は豪州で繁殖入り[229]。
- 26日 - アップトゥデイト（JRA）が競走馬登録を抹消。今後はJRA馬事公苑で乗馬に[230]。
- 31日
  - ロジチャリス（JRA）が競走馬登録を抹消[231]。その後川崎競馬に移籍したことが8月31日に判明[232]｡
  - 騎手の永島太郎と西川進也（いずれも兵庫）が引退。翌8月1日付で調教師に転身[233]。

### 8月
- 1日
  - JRAは、2020年春（詳細時期は後日発表）に茨城県猿島郡境町の複合商業施設内に有料先着定員制の場外発売所「茨城境場外勝馬投票券発売所」（エクセル茨城境）を設置することを発表。同所はJRAで初のキャッシュレス投票専用発売所となる[234][235]。
  - タマモプラネット（JRA）が競走馬登録を抹消。今後は乗馬に[236]。
  - イギリス・グッドウッド競馬場で行われたナッソーステークス（G1）で、JRAから参戦したディアドラ（オイシン・マーフィー騎乗）が最後の直線で差し切って勝利。日本馬がイギリスのG1競走で勝利したのは2000年ジュライカップでのアグネスワールドに続いて史上2頭目[237]。
- 3日
  - アスカノロマン（JRA）が競走馬登録を抹消。今後は乗馬に[238]。
  - 7月30日にJRA顕彰馬のディープインパクトが死亡したことを受け、JRA開催各場（新潟・小倉・札幌）のメイン競走（第11競走、越後ステークス[239]・九州スポーツ杯[240]・札幌日経オープン（リステッド競走）[241]）を「ディープインパクト追悼競走」の副題を付して施行した[242]。
- 4日
  - 新潟競馬第11競走（第11回レパードステークス、GIII）でハヤヤッコ（JRA）が1着となり、白毛馬で初のJRA重賞競走制覇を達成[243]。
  - 前日に引き続きJRA開催各場（新潟・小倉・札幌）のメイン競走（第11競走、レパードステークス（GIII）[244]・小倉記念（GIII）[245]・UHB賞[246]）を「ディープインパクト追悼競走」の副題を付して施行した[247]。
- 5日
  - 盛岡競馬第12競走は、天候不良の影響により取りやめ[248]。
  - レッドソロモン（船橋、元JRA）が地方競馬の競走馬登録を抹消[249]。
- 7日 - ジューヌエコール（JRA）が競走馬登録を抹消。今後は繁殖入り[250]。
- 8日 - ライジングリーズン[251]とロジャーバローズ[252]（いずれもJRA）が競走馬登録を抹消。今後は前者が繁殖入り、後者が種牡馬に。
- 13日 - JRAは、海外競馬の勝馬投票券発売締切時刻を10月6日施行の凱旋門賞（パリロンシャン競馬場）からこれまでの「発走予定時刻4分前」から「発走予定時刻2分前」に変更することを発表[253]。
- 14日 - 兵庫県競馬組合は、翌15日施行予定だった園田競馬を「台風10号の影響により安全な競馬施行の確保に懸念がある」として開催中止を発表。代替開催も行わない。また同組合管内の競馬場及び場外発売所での他場場外発売も中止した[254]。
- 16日 - JRAは、翌8月17日施行の札幌競馬について「台風10号接近による影響が予想される」として金曜夜間発売を中止したことを発表[255]。
- 17日 
  - 小倉競馬第4競走（障害戦）で、白浜雄造（栗東）がJRA史上14人目（現役騎手8人目）となる障害競走通算1000回騎乗を達成[256]。
  - 騎手の蛯名正義（美浦）が、「調教師試験に専念する」との理由で8月18日の新潟競馬での騎乗を最後に一時休業することを表明。調教師一次試験終了後に騎乗を再開する見込み[257]。
  - 豪州で研修中の富田暁（栗東）が、この日行われたビクトリア州・ワンガラッタ競馬場で海外競馬初騎乗初勝利を達成[258]。
- 19日 
  - 神奈川県川崎競馬組合は、所属騎手の瀧川寿希也が8月16日付けで引退したことを発表。瀧川はSNS上で競馬の信用を失墜させる発言を行い、4月と5月に騎乗停止処分を受け以後の騎乗を自粛していた。3月28日の浦和競馬での騎乗が最後となった[259]。→5月13日の出来事参照
  - 高知県競馬組合は、所属騎手の山頭信義（2014年に船橋から移籍）が本人の申し出により8月26日付けで騎手を引退することを発表[260]。
- 20日 - 水沢競馬に所属する31歳の厩務員が、競馬法第29条で禁止されている地方競馬の勝馬投票券をインターネット経由で購入していたとして岩手県警奥州署に逮捕。調べに対し容疑を否認。岩手県競馬組合に匿名の通報があったことから発覚した[261]。
- 21日 - リエノテソーロ[262]とクイーンマンボ[263]（いずれもJRA）が競走馬登録を抹消。今後はともに繁殖入り。
- 24日 - 札幌競馬第10競走（2019ワールドオールスタージョッキーズ第1戦）で、的場文男（大井）が62歳11か月18日のJRA史上最年長騎乗記録を更新[264]。的場は翌25日の札幌競馬でも騎乗したため、記録をさらに1日更新した[265]。
- 25日 
  - 調教師の矢作芳人（栗東）は、管理馬のカフジプリンスが屈腱炎を再発させたため引退し乗馬に転向することを表明[266]。
  - この日行われた佐賀競馬の7重勝単勝式の払戻金が、同競馬史上最高配当を更新する1830万6820円を記録（的中1口）[267]。
- 28日 - シゲルヒノクニ（JRA）が競走馬登録を抹消。今後は佐賀競馬へ移籍[268][注 10]。
- 29日 - グレンツェント（JRA）が競走馬登録を抹消[270]。その後大井・藤田輝信厩舎へ移籍したことが9月14日に判明した[271]。
- 31日 - 小倉競馬第1競走（障害戦）で、熊沢重文（栗東）がJRA史上14人目（現役騎手11人目）となる通算1万5000回騎乗を達成[272]。

### 9月
- 1日 - 小倉競馬第6競走（18頭立て）で、1着に17番人気、2着に16番人気が入線し、当該馬同士による馬番連勝単式の払戻金が小倉競馬史上最高、JRA全体でも史上3位となる102万5570円を記録[273]。
- 7日 - 「台風15号接近による競馬開催への影響が予想される」として、翌8日施行の京成杯オータムハンデキャップの前日発売を取りやめ[274]。なお8日分の全場全競走およびWIN5の前日夜間発売は通常通り行われた[275]。
- 9日 - 令和元年房総半島台風（台風15号）の影響による施設停電のため、この日から18日[276]までのエフケイバ成田（J-PLACE成田）、およびこの日と10日のエフケイバ木更津（J-PLACE木更津）における勝馬投票券発売・払戻業務を中止[277][278]。
- 11日 - サクラアンプルール（JRA）が競走馬登録を抹消。今後は種牡馬に[279]。同馬は9月5日に右第3中手骨遠位はく離骨折を発症し3か月以上の休養が必要と診断されていた[280]。
- 12日
  - プロフェット（JRA）が競走馬登録を抹消。今後は乗馬に[281]。
  - JRAは、10月1日の消費税率10%引き上げ後も各競馬場の入場料・指定席料・駐車場料及びウインズにおけるエクセルフロア利用料を現行のまま据え置くことを発表[282]。
- 13日 - 金沢競馬は、自厩舎の厩務員が金沢競馬場内の馬券発売所で他の地方競馬の勝馬投票券を購入し競馬法第29条に抵触したとして、調教師の川添明弘を戒告及び9月15日から11月18日まで実効20日間の賞典停止処分にしたことを発表。当該厩務員は資格を既に剥奪されている[283][284]。
- 14日 
  - ヤングマンパワー（JRA）が競走馬登録を抹消。今後は種牡馬に[285]。
  - 中山競馬第1競走で、藤田菜七子が今季28勝目を記録。自ら保持するJRA女性騎手年間最多勝記録（27勝）を更新した[286]。
  - 阪神競馬第9競走で、ハーツクライ産駒がJRA史上21頭目となる通算1000勝を達成[287]。
- 15日 
  - ミッキーグローリー（JRA）が競走馬登録を抹消。今後は種牡馬に[288]。
  - 北海道日高町の「ヴェルサイユファーム」で繋養されていたタイキシャトルとローズキングダムのたてがみが何者かにより一部切断されているのが見つかり、北海道警門別署は器物損壊の疑いで捜査を開始した[289]。その後18日には浦河町の「うらかわ優駿ビレッジAERU」に繋養されていたウイニングチケットのたてがみが切断され、フリーマーケットアプリ「メルカリ」に出品されていたことが判明し、同施設から届け出を受けた道警浦河署が器物損壊の疑いで捜査している[290]。さらに20日には日高町の「日西牧場」で繋養されていたビワハヤヒデのたてがみが切られていたことが判明した[291]。
- 23日 
  - 金沢競馬は強風の影響により第3競走以降を取りやめ[292]、25日に順延して施行した。
  - 船橋競馬第11競走（日本テレビ盃）に出走を予定していた笠松所属の3頭が、馬運車の故障により競走除外となる事象があった[293]。
- 27日 - アポロケンタッキー（JRA）が競走馬登録を抹消。今後は種牡馬に[294]。
- 28日 - 阪神競馬第6競走で、メロディーレーン（JRA）が馬体重338kgで出走し1着となり、自らが6月に記録したJRA史上最少体重優勝記録を2kg更新。また3歳以上芝2600メートルのJRAレコードも更新した[295]。
- 29日 - 調教師の友道康夫（栗東）が、管理馬のシュヴァルグランについて「ジャパンカップ（11月24日）と有馬記念（12月22日）の出走をもって引退する」と言明[296]。さらに11月28日には「引退後は種牡馬入りする」ことを表明した[297]。

### 10月
- 2日 
  - ハービンマオ（JRA）が競走馬登録を抹消。今後は繁殖入り[298]。
  - 大井競馬第11競走で行われた交流重賞の第53回東京盃（JpnII）でコパノキッキング（JRA）が1着となり、鞍上の藤田菜七子はJRA所属女性騎手として史上初となる重賞競走制覇を達成[299]。
- 3日 - ウィクトーリア（JRA）が左前脚の繋靱帯炎を発症したことによりこの日付けで競走馬登録を抹消。今後は繁殖入り[300][301]。
- 5日 
  - 東京競馬第5競走で、蛯名正義が武豊に次ぐJRA史上2人目となる通算2万1000回騎乗を達成[302]。また京都競馬第11競走（長岡京ステークス）では岩田康誠（栗東）がJRA史上20人目（現役騎手15人目）となる通算1万3000回騎乗を達成[303]。
  - 新潟競馬第6競走で義英真（栗東）は体重調整に失敗し、本来負担重量55kgで騎乗すべきところを0.5kgオーバーの55.5kgで騎乗した。このことにより10月12日から11月10日まで30日間の騎乗停止処分を受けた[304]。その後10月10日をもって引退したことがJRAから発表された[305]。
  - 新潟競馬第8競走で、藤田菜七子が女性騎手としてJRA最多となる1日3勝。続く第9競走も連勝し、1日4勝に伸ばした[306]。
- 6日 - 東京競馬第11競走（毎日王冠、GII）で、ディープインパクト産駒がサンデーサイレンス産駒に次ぐJRA史上2頭目となる通算2000勝を史上最速で達成[307]。
- 10日 
  - クリーンファンキー（JRA）が競走馬登録を抹消。今後は繁殖入り[308]。
  - ハッピーグリン（北海道）が中央競馬へ移籍することを馬主である会田裕一が自身のブログで明らかにした。移籍後は栗東・長谷川浩大厩舎所属となる[309][310]。
  - 蛯名正義が自身のTwitterで、昨年に続いて受験したJRAの調教師一次試験に不合格となったことを明かした[311]。→8月17日の出来事も参照
- 11日 - JRAは、10月12日・13日に施行予定だった東京競馬について「台風19号の影響により安全な競馬の施行に支障を及ぼす」として中止を決定。12日分については3日後の15日に出馬投票をやり直さずに施行、また13日分については出馬投票をやり直した上で21日に施行した[312]。また東京・中山・中京の各競馬場、関東・甲信越・中部地方の各ウインズ・エクセル・J-PLACEでの12日の場外発売及び払戻業務を中止[313]した他、12日施行の京都競馬全競走及び13日施行の第24回秋華賞（GI）の金曜夜間発売[314]、10月13日施行分のWIN5の発売も中止した[315]。
- 12日 - 「台風による競馬開催への影響が見込まれる」として、10月14日施行の府中牝馬ステークス（GII）の土曜日夜間発売と日曜日前日発売を中止[316]。さらに13日の関東圏の競馬場・ウインズ・エクセル・J-PLACEでの場外発売及び払戻業務も取りやめとなった[317]。
- 15日 - 東京競馬第4競走で、大野拓弥（美浦）がJRA史上39人目（現役騎手26人目）となる通算1万回騎乗を達成[318]。
- 16日 - オールブラッシュ[319]とサトノアレス[320]（いずれもJRA）が競走馬登録を抹消。今後は前者が船橋競馬へ移籍、後者が種牡馬に。
- 18日 - マイネルバサラ（JRA）が競走馬登録を抹消。今後は浦和競馬へ移籍[321]。
- 19日 
  - 豪州・コーフィールド競馬場で行われたコーフィールドカップ（GI）で、JRAから参戦したメールドグラース（ダミアン・レーン騎乗）が最後の直線で差し切って勝利。GI及び海外競馬初制覇を成し遂げた[322]。
  - 盛岡競馬は馬場状況悪化により芝コースで行われる予定だった2競走をダートコースに変更して施行された[323]。
- 20日
  - 東京競馬第2競走確定後の検量室において騎手の松若風馬（栗東）を軽く蹴る粗暴行為を行ったとして、JRAは調教師の戸田博文（美浦）を過怠金20万円の処分にした[324]。
  - 京都競馬第11競走（第80回菊花賞、GI）でワールドプレミア（JRA）に騎乗した武豊が勝利し、同競走史上最年少勝利及び史上最年長勝利を記録[325]。さらに武は「昭和・平成・令和」の3元号GI競走制覇も達成[326]。また同競走では牝馬のメロディーレーンが馬体重340kgで出走し、重賞競走史上最少馬体重記録を18kg更新した[327]。→9月28日の出来事も参照
  - 19日の東京競馬第8競走からこの日の京都競馬第3競走にかけ、クリストフ・ルメール（栗東）が武豊、ジョアン・モレイラと並びJRA最多タイ記録となる騎乗機会7連勝[328]。
- 23日 - サーストンコラルド（JRA）が競走馬登録を抹消。今後は乗馬に[329]。
- 26日 
  - 東京競馬第1競走でディープインパクト産駒が247週連続勝利を記録し、サンデーサイレンス産駒が記録していた246週連続勝利のJRAレコードを更新した[330]。
  - 豪州・ムーニーヴァレー競馬場で行われた第99回コックスプレート（GI）で、JRAから参戦したリスグラシュー（ダミアン・レーン騎乗）が1着となり、海外競馬初勝利を達成すると同時にGI競走3勝目を記録した[331]。
- 27日 - アドミラブル（JRA）が競走馬登録を抹消。今後は種牡馬に[332]。
- 29日
  - 岩手県競馬組合は、雇用していた厩務員が競馬法で禁止されている地方競馬の勝馬投票券を購入し、その後罰金30万円の略式命令を受けたことにより指導監督が不行き届きだったとして、調教師の菅原右吉（水沢）を戒告及び賞典停止実効20日間の処分にしたことを発表。当該厩務員は資格を剥奪され、この日付けで競馬への関与停止2年の処分となった[333][334]。→8月20日の出来事も参照
  - アレスバローズ（JRA）が競走馬登録を抹消。今後は種牡馬に[335]。
- 30日 - 兵庫県競馬組合は2020年1月から3月までの開催日程を発表し、2012年以来施設改修工事等のため開催を休止していた姫路競馬を1月15日から7年半ぶりに再開することになった[336]。
- 31日 - 騎手の上田健人（大井）[337][338]と小島太一（JRA美浦）がそれぞれ引退。小島は調教助手に転向する[339]。

### 11月
- 2日 - キタサンサジン（JRA）が競走馬登録を抹消。今後はJRA競馬学校で乗馬に[340]。
- 4日 - 浦和競馬第8競走（第9回JBCレディスクラシック、GI）で武豊が勝利し、この勝利により地方競馬で開催されるGI・JpnI全競走制覇を達成[341]。またJBC3競走が行われた浦和競馬場の入場人員が開場以来最多の2万9191人を動員し、2016年の川崎競馬の2万8718人を上回るJBC地方開催最多入場人員記録を更新。さらに浦和競馬の1日の総売上げも同競馬レコードとなる58億3151万1430円[注 11]を記録した[342]。
- 5日 - キタサンミカヅキ（船橋、元JRA）が競走馬登録を抹消[343][注 12]。今後は種牡馬に[344]。
- 7日 
  - 調教師の田部和則[345][346]と若松平（いずれも北海道）がこの日の門別競馬2019年度開催最終日をもって引退[346]。
  - モーニン（JRA）が競走馬登録を抹消。今後は種牡馬に[347][348]。
- 8日 - ディアマルコ（高知）が競走馬登録を抹消[349][注 13]。今後は繁殖入り[350]。
- 15日 - エピカリス（大井、元JRA）が競走馬登録を抹消[351]。今後は種牡馬に[352]。
- 17日 - 岩手県競馬組合は、11月10日の盛岡競馬第2競走で2着に入線した牝3歳馬（盛岡・桜田浩樹厩舎）から禁止薬物の「ボルテノン」（筋肉増強剤）の陽性反応を示したとして、11月18日の盛岡競馬最終日及び23日から25日までの水沢競馬の開催を取りやめると発表。岩手県警には15日に競馬法違反に抵触するとして通報した。岩手競馬を巡っては昨年禁止薬物陽性馬の発生が頻発し、合計14日間の開催休止に追い込まれた。なお今年1月には被疑者不詳のまま同県警に告訴状が提出されている[353][354]。
- 20日 - ハートレー[355]、カゼノコ[356]、アンジュデジール[357]（3頭ともにJRA）が競走馬登録を抹消。今後は前2頭が乗馬（カゼノコはJRA馬事公苑で供用[358]）に、アンジュデジールが繁殖入り。
- 24日 - ばんえい帯広競馬は濃霧の影響により第4競走以降を中止。代替（続行）開催も実施しない[359]。
- 26日 
  - 岩手県競馬組合は禁止薬物陽性馬の発生を受けて実施した全頭検査の結果、新たに桜田浩樹厩舎所属の2頭からボルデノンの陽性反応を示したとして当面の間の開催取りやめを発表した。2頭共にレース後に採取した検体ではないため、禁止薬物陽性馬には該当しない[360][361]。また28日には橘友和厩舎の4頭から同じくボルテノンの陽性反応が示されたと同組合が発表した[362]。→11月17日の出来事も参照
  - ブレイキングバッド（JRA）が競走馬登録を抹消。翌27日付で浦和・小久保智厩舎へ転厩した[363]。
- 28日 - ホッカイドウ競馬及び兵庫県競馬組合は、ホッカイドウ競馬所属騎手の井上幹太が12月1日付で園田・雑賀伸一郎厩舎に移籍することを発表。なお兵庫での騎乗は2020年3月1日以降となる[364][365]。
- 29日 - シェーングランツ（JRA）が屈腱炎を発症した影響により競走馬登録を抹消。今後は繁殖入り[366][367]。
- 30日 
  - 騎手の坂井英光（大井）が引退。翌12月1日付で調教師に転身[368]。11月15日の大井での騎乗がラストとなった[369]。また調教師の尾ヶ瀬富雄（ばんえい）もこの日をもって引退[370]。
  - この日の阪神競馬で武豊が3勝を挙げ今季の勝利数を104勝として、岡部幸雄が2000年に記録した103勝を上回り50歳代騎手年間最多勝利数を更新した[371]。
  - JRAは、短期騎手免許で来日中のランフランコ・デットーリ（イタリア）がこの日の朝、自身のInstagramが更新されていたことについて事情聴取の上で「誤解を招く」として厳重注意にしたことを発表。なお更新は同騎手の秘書が行ったものであることが判明したため騎乗停止処分は科されていない[372]。

### 12月
- 1日 
  - 中京競馬第9競走で、武豊がJRA史上初となる通算2万2000回騎乗を達成[373]。
  - 阪神競馬第6競走に出走予定だった1頭がこの日の朝に出走取消になったにもかかわらず、システム上の処理が遅れたため発表から1時間余り当該馬に絡む馬券が発売され、また馬券の返還が遅れるトラブルがあった。JRAは「大変ご迷惑をお掛けしました」と謝罪した[374]。
  - 騎手の南谷圭哉（佐賀）がこの日付けで廃業[375]。
- 3日
  - 園田競馬第2競走で吉村智洋（兵庫）が勝利し年間297勝目を挙げ、昨年自ら記録した兵庫県競馬組合所属騎手の年間最多勝利記録を更新した[376]。
  - 兵庫県競馬組合は、64年間にわたって園田・姫路両競馬場の場内実況アナウンサーを務めた吉田勝彦が2020年1月9日の園田競馬での場内実況をもって引退することを発表[377][378]。
- 4日 - 岩手県競馬組合は、禁止薬物陽性馬発生の影響で休止していた岩手競馬を7日開催の水沢から再開することを発表。ただし出走できるのは検査で陰性と判定された競走馬のみとなる[379]。→11月17日及び11月26日の出来事も参照
- 5日 - JRAの令和2年度新規調教師免許試験の合格者が発表され、現役騎手の四位洋文[380]、元騎手で現在は調教助手の田中克典[381]ら美浦3名、栗東5名の合計8名が合格した。免許交付は2020年1月1日付となるが、四位のみ本人申請により同年3月1日付での交付となる[382]。
- 8日 
  - 中山競馬第11競走（第12回カペラステークス、GIII）でコパノキッキング（JRA）が1着となり、鞍上の藤田菜七子は日本人女性騎手として初となるJRA重賞競走制覇を成し遂げた[383]。→10月2日の出来事も参照
  - 阪神競馬第11競走（第71回阪神ジュベナイルフィリーズ、GI）で、幸英明（栗東）がJRA史上及び現役騎手4人目となる通算2万回騎乗を史上最速・最年少で達成[384]。
- 11日 - JRAは12月8日に沙田競馬場で行われた香港国際競走の一つである「香港カップ」で不注意騎乗を行い、現地の裁決委員会から騎乗停止処分を受けた松岡正海を裁定委員会の議定により現地で科せられた期間と同じく12月18日から29日までの騎乗停止処分とした[385]。
- 15日 - 中京競馬第6競走で藤田菜七子が勝利し、女性騎手史上初となるJRA（90勝）及び地方交流競走（10勝）を合算した通算100勝を達成[386][387]。
- 16日 - ばんえい帯広競馬第12競走で、ホクショウマサル（ばんえい）がドージマファイター（当時宇都宮などに所属）と並び日本タイ記録となる29連勝を達成[388]。→2月16日の出来事も参照
- 17日 - ダッシングブレイズ（JRA）が競走馬登録を抹消。今後はJRA馬事公苑で乗馬に[389]。
- 19日 - フロンテアクイーン（JRA）が競走馬登録を抹消。今後は繁殖入り[390]。
- 21日 - 高知競馬第3競走で赤岡修次（高知）が勝利し、佐々木竹見と並び地方競馬タイ記録となる13年連続で年間200勝を達成した[391]。
- 25日 
  - レイデオロ[392]とシュヴァルグラン[393]（いずれもJRA）が競走馬登録を抹消。今後はともに種牡馬に。→9月29日の出来事も参照
  - 本年のJBCスプリントを制したブルドッグボス（浦和）が中央競馬へ再転厩することをこの日浦和で行われたゴールドカップの終了後に管理調教師の小久保智が明らかにした。再転厩後は栗東・加用正厩舎所属となる[394]。
- 26日 - レッツゴードンキ[395]、クロコスミア[396]、カンタービレ[397]（3頭ともにJRA）が競走馬登録を抹消。今後はいずれも繁殖入り（レッツゴードンキはアイルランドで供用[395]）。
- 27日 - アルアイン[398]、アエロリット[399]、ヨカグラ[400]（3頭ともにJRA）が競走馬登録を抹消。今後はアルアインが種牡馬、アエロリットが繁殖入り、ヨカグラが乗馬に。
- 28日 
  - 中山競馬第2競走で本馬場入場の際にグーガルドリームズ（牡2）に騎乗していた蛯名正義が落馬負傷し、同馬は一旦は菅原明良に乗り替わりが発表されたが、装鞍の際に放馬したため、馬体検査で疲労が著しいと認められて結局競走除外となった。この影響で同競走の発走時刻が予定より21分遅れた。JRAの競走で発走時刻が予定より20分以上遅延したのは1998年6月20日の福島競馬第8競走（24分遅延）以来という珍事となった[401]。
  - 現在栗東所属のミルコ・デムーロが報道陣の取材に応じ、2020年から美浦に拠点を移すことを表明[402]。
- 29日 
  - 大井競馬場で行われた第65回東京大賞典1競走での売り上げが昨年の同競走を約10億円上回る56億627万5800円、また大井競馬一日の総売得金も昨年の同競走施行時を約12億円強上回る92億5853万8550円[注 14]といずれも地方競馬レコードを更新した[403]。
  - 第48回ばんえいダービーでメムロボブサップ（ばんえい）が勝利し、2001年のヨコハマボーイ以来18年ぶり史上5頭目の3歳三冠を達成[404]。また同競走の売得金が帯広市単独開催以降最高となる8966万1100円を記録[405]。

## 競走成績

### 中央競馬・平地GI
| 競走名                                 | 競走名                                 | 競走名                                 | 優勝馬             | 性齢 | 騎手                     | 調教師                   | 所属                     |
| 月日                                   | 競馬場                                 | コース・距離                           | 優勝馬             | 性齢 | 馬主                     | 馬主                     | タイム                   |
| -------------------------------------- | -------------------------------------- | -------------------------------------- | ------------------ | ---- | ------------------------ | ------------------------ | ------------------------ |
| 第36回フェブラリーステークス           | 第36回フェブラリーステークス           | 第36回フェブラリーステークス           | インティ           | 牡5  | 武豊                     | 野中賢二                 | JRA栗東                  |
| 2月17日                                | 東京競馬場                             | ダート1600m                            | インティ           | 牡5  | 武田茂男                 | 武田茂男                 | 1:35.6                   |
| 第49回高松宮記念                       | 第49回高松宮記念                       | 第49回高松宮記念                       | ミスターメロディ   | 牡4  | 福永祐一                 | 藤原英昭                 | JRA栗東                  |
| 3月24日                                | 中京競馬場                             | 芝1200m                                | ミスターメロディ   | 牡4  | グリーンフィールズ（株） | グリーンフィールズ（株） | 1:07.3                   |
| 第63回大阪杯                           | 第63回大阪杯                           | 第63回大阪杯                           | アルアイン         | 牡5  | 北村友一                 | 池江泰寿                 | JRA栗東                  |
| 3月31日                                | 阪神競馬場                             | 芝2000m                                | アルアイン         | 牡5  | （有）サンデーレーシング | （有）サンデーレーシング | 2:01.0                   |
| 第79回桜花賞                           | 第79回桜花賞                           | 第79回桜花賞                           | グランアレグリア   | 牝3  | クリストフ・ルメール     | 藤沢和雄                 | JRA美浦                  |
| 4月7日                                 | 阪神競馬場                             | 芝1600m                                | グランアレグリア   | 牝3  | （有）サンデーレーシング | （有）サンデーレーシング | 1:32.7                   |
| 第79回皐月賞                           | 第79回皐月賞                           | 第79回皐月賞                           | サートゥルナーリア | 牡3  | クリストフ・ルメール     | 角居勝彦                 | JRA栗東                  |
| 4月14日                                | 中山競馬場                             | 芝2000m                                | サートゥルナーリア | 牡3  | （有）キャロットファーム | （有）キャロットファーム | 1:58.1                   |
| 第159回天皇賞・春                      | 第159回天皇賞・春                      | 第159回天皇賞・春                      | フィエールマン     | 牡4  | クリストフ・ルメール     | 手塚貴久                 | JRA美浦                  |
| 4月28日                                | 京都競馬場                             | 芝3200m                                | フィエールマン     | 牡4  | （有）サンデーレーシング | （有）サンデーレーシング | 3:15.0                   |
| 第24回NHKマイルカップ                  | 第24回NHKマイルカップ                  | 第24回NHKマイルカップ                  | アドマイヤマーズ   | 牡3  | ミルコ・デムーロ         | 友道康夫                 | JRA栗東                  |
| 5月5日                                 | 東京競馬場                             | 芝1600m                                | アドマイヤマーズ   | 牡3  | 近藤利一                 | 近藤利一                 | 1:32.4                   |
| 第14回ヴィクトリアマイル               | 第14回ヴィクトリアマイル               | 第14回ヴィクトリアマイル               | ノームコア         | 牝4  | ダミアン・レーン         | 萩原清                   | JRA美浦                  |
| 5月12日                                | 東京競馬場                             | 芝1600m                                | ノームコア         | 牝4  | 池谷誠一                 | 池谷誠一                 | 1:30.5（JRAレコード）    |
| 第80回優駿牝馬（オークス）             | 第80回優駿牝馬（オークス）             | 第80回優駿牝馬（オークス）             | ラヴズオンリーユー | 牝3  | ミルコ・デムーロ         | 矢作芳人                 | JRA栗東                  |
| 5月19日                                | 東京競馬場                             | 芝2400m                                | ラヴズオンリーユー | 牝3  | DMMドリームクラブ（株）  | DMMドリームクラブ（株）  | 2:22.8（レースレコード） |
| 第86回東京優駿（日本ダービー）         | 第86回東京優駿（日本ダービー）         | 第86回東京優駿（日本ダービー）         | ロジャーバローズ   | 牡3  | 浜中俊                   | 角居勝彦                 | JRA栗東                  |
| 5月26日                                | 東京競馬場                             | 芝2400m                                | ロジャーバローズ   | 牡3  | 猪熊広次                 | 猪熊広次                 | 2:22.6（レースレコード） |
| 第69回安田記念                         | 第69回安田記念                         | 第69回安田記念                         | インディチャンプ   | 牡4  | 福永祐一                 | 音無秀孝                 | JRA栗東                  |
| 6月2日                                 | 東京競馬場                             | 芝1600m                                | インディチャンプ   | 牡4  | （有）シルクレーシング   | （有）シルクレーシング   | 1:30.9（レースレコード） |
| 第60回宝塚記念                         | 第60回宝塚記念                         | 第60回宝塚記念                         | リスグラシュー     | 牝5  | ダミアン・レーン         | 矢作芳人                 | JRA栗東                  |
| 6月23日                                | 阪神競馬場                             | 芝2200m                                | リスグラシュー     | 牝5  | （有）キャロットファーム | （有）キャロットファーム | 2:10.8                   |
| 第53回スプリンターズステークス         | 第53回スプリンターズステークス         | 第53回スプリンターズステークス         | タワーオブロンドン | 牡4  | クリストフ・ルメール     | 藤沢和雄                 | JRA美浦                  |
| 9月29日                                | 中山競馬場                             | 芝1200m                                | タワーオブロンドン | 牡4  | ゴドルフィン             | ゴドルフィン             | 1:07.1                   |
| 第24回秋華賞                           | 第24回秋華賞                           | 第24回秋華賞                           | クロノジェネシス   | 牝3  | 北村友一                 | 斉藤崇史                 | JRA栗東                  |
| 10月13日                               | 京都競馬場                             | 芝2000m                                | クロノジェネシス   | 牝3  | （有）サンデーレーシング | （有）サンデーレーシング | 1:59.9                   |
| 第80回菊花賞                           | 第80回菊花賞                           | 第80回菊花賞                           | ワールドプレミア   | 牡3  | 武豊                     | 友道康夫                 | JRA栗東                  |
| 10月20日                               | 京都競馬場                             | 芝3000m                                | ワールドプレミア   | 牡3  | 大塚亮一                 | 大塚亮一                 | 3:06.0                   |
| 第160回天皇賞（秋）                    | 第160回天皇賞（秋）                    | 第160回天皇賞（秋）                    | アーモンドアイ     | 牝4  | クリストフ・ルメール     | 国枝栄                   | JRA美浦                  |
| 10月27日                               | 東京競馬場                             | 芝2000m                                | アーモンドアイ     | 牝4  | （有）シルクレーシング   | （有）シルクレーシング   | 1:56.2                   |
| 第44回エリザベス女王杯                 | 第44回エリザベス女王杯                 | 第44回エリザベス女王杯                 | ラッキーライラック | 牝4  | クリストフ・スミヨン     | 松永幹夫                 | JRA栗東                  |
| 11月10日                               | 京都競馬場                             | 芝2200m                                | ラッキーライラック | 牝4  | （有）サンデーレーシング | （有）サンデーレーシング | 2:14.1                   |
| 第36回マイルチャンピオンシップ         | 第36回マイルチャンピオンシップ         | 第36回マイルチャンピオンシップ         | インディチャンプ   | 牡4  | 池添謙一                 | 音無秀孝                 | JRA栗東                  |
| 11月17日                               | 京都競馬場                             | 芝1600m                                | インディチャンプ   | 牡4  | （有）シルクレーシング   | （有）シルクレーシング   | 1:33.0                   |
| 第39回ジャパンカップ                   | 第39回ジャパンカップ                   | 第39回ジャパンカップ                   | スワーヴリチャード | 牡5  | オイシン・マーフィー     | 庄野靖志                 | JRA栗東                  |
| 11月24日                               | 東京競馬場                             | 芝2400m                                | スワーヴリチャード | 牡5  | （株）NICKS              | （株）NICKS              | 2:25.9                   |
| 第20回チャンピオンズカップ             | 第20回チャンピオンズカップ             | 第20回チャンピオンズカップ             | クリソベリル       | 牡3  | 川田将雅                 | 音無秀孝                 | JRA栗東                  |
| 12月1日                                | 中京競馬場                             | ダート1800m                            | クリソベリル       | 牡3  | （有）キャロットファーム | （有）キャロットファーム | 1:48.5                   |
| 第71回阪神ジュベナイルフィリーズ       | 第71回阪神ジュベナイルフィリーズ       | 第71回阪神ジュベナイルフィリーズ       | レシステンシア     | 牝2  | 北村友一                 | 松下武士                 | JRA栗東                  |
| 12月8日                                | 阪神競馬場                             | 芝1600m                                | レシステンシア     | 牝2  | （有）キャロットファーム | （有）キャロットファーム | 1:32.7（コースレコード） |
| 第71回朝日杯フューチュリティステークス | 第71回朝日杯フューチュリティステークス | 第71回朝日杯フューチュリティステークス | サリオス           | 牡2  | ライアン・ムーア         | 堀宣行                   | JRA美浦                  |
| 12月15日                               | 阪神競馬場                             | 芝1600m                                | サリオス           | 牡2  | （有）シルクレーシング   | （有）シルクレーシング   | 1:33.0（レースレコード） |
| 第64回有馬記念                         | 第64回有馬記念                         | 第64回有馬記念                         | リスグラシュー     | 牝5  | ダミアン・レーン         | 矢作芳人                 | JRA栗東                  |
| 12月22日                               | 中山競馬場                             | 芝2500m                                | リスグラシュー     | 牝5  | （有）キャロットファーム | （有）キャロットファーム | 2:30.5                   |
| 第36回ホープフルステークス             | 第36回ホープフルステークス             | 第36回ホープフルステークス             | コントレイル       | 牡2  | 福永祐一                 | 矢作芳人                 | JRA栗東                  |
| 12月28日                               | 中山競馬場                             | 芝2000m                                | コントレイル       | 牡2  | 前田晋二                 | 前田晋二                 | 2:01.4                   |

### 中央競馬・障害（J・GI）
| 競走名                     | 競走名                     | 競走名                     | 優勝馬             | 性齢  | 騎手             | 調教師           | 所属    |
| 月日                       | 競馬場                     | コース・距離               | 優勝馬             | 性齢  | 馬主             | 馬主             | タイム  |
| -------------------------- | -------------------------- | -------------------------- | ------------------ | ----- | ---------------- | ---------------- | ------- |
| 第21回中山グランドジャンプ | 第21回中山グランドジャンプ | 第21回中山グランドジャンプ | オジュウチョウサン | 牡8   | 石神深一         | 和田正一郎       | JRA美浦 |
| 4月13日                    | 中山競馬場                 | 障害芝4250m                | オジュウチョウサン | 牡8   | （株）チョウサン | （株）チョウサン | 4:47.6  |
| 第142回中山大障害          | 第142回中山大障害          | 第142回中山大障害          | シングンマイケル   | せん5 | 金子光希         | 高市圭二         | JRA美浦 |
| 12月21日                   | 中山競馬場                 | 障害芝4100m                | シングンマイケル   | せん5 | 伊坂重憲         | 伊坂重憲         | 4:38.9  |

### 地方競馬・ダートグレード競走（GI・JpnI）
| 競走名                               | 競走名                               | 競走名                               | 優勝馬             | 性齢 | 騎手                     | 調教師                   | 所属    |
| 月日                                 | 競馬場                               | 距離                                 | 優勝馬             | 性齢 | 馬主                     | 馬主                     | タイム  |
| ------------------------------------ | ------------------------------------ | ------------------------------------ | ------------------ | ---- | ------------------------ | ------------------------ | ------- |
| 第68回川崎記念                       | 第68回川崎記念                       | 第68回川崎記念                       | ミツバ             | 牡7  | 和田竜二                 | 加用正                   | JRA栗東 |
| 1月30日                              | 川崎競馬場                           | 2100m                                | ミツバ             | 牡7  | （株）協栄               | （株）協栄               | 2:15.0  |
| 第31回かしわ記念                     | 第31回かしわ記念                     | 第31回かしわ記念                     | ゴールドドリーム   | 牡6  | クリストフ・ルメール     | 平田修                   | JRA栗東 |
| 5月6日                               | 船橋競馬場                           | 1600m                                | ゴールドドリーム   | 牡6  | 吉田勝己                 | 吉田勝己                 | 1:40.2  |
| 第42回帝王賞                         | 第42回帝王賞                         | 第42回帝王賞                         | オメガパフューム   | 牡4  | ダミアン・レーン         | 安田翔伍                 | JRA栗東 |
| 6月26日                              | 大井競馬場                           | 2000m                                | オメガパフューム   | 牡4  | 原禮子                   | 原禮子                   | 2:04.4  |
| 第21回ジャパンダートダービー         | 第21回ジャパンダートダービー         | 第21回ジャパンダートダービー         | クリソベリル       | 牡3  | 川田将雅                 | 音無秀孝                 | JRA栗東 |
| 7月10日                              | 大井競馬場                           | 2000m                                | クリソベリル       | 牡3  | （有）キャロットファーム | （有）キャロットファーム | 2:06.1  |
| 第32回マイルチャンピオンシップ南部杯 | 第32回マイルチャンピオンシップ南部杯 | 第32回マイルチャンピオンシップ南部杯 | サンライズノヴァ   | 牡5  | 吉原寛人                 | 音無秀孝                 | JRA栗東 |
| 10月14日                             | 盛岡競馬場                           | 1600m                                | サンライズノヴァ   | 牡5  | 松岡隆雄                 | 松岡隆雄                 | 1:34.2  |
| 第9回JBCレディスクラシック           | 第9回JBCレディスクラシック           | 第9回JBCレディスクラシック           | ヤマニンアンプリメ | 牝5  | 武豊                     | 長谷川浩大               | JRA栗東 |
| 11月4日                              | 浦和競馬場                           | 1400m                                | ヤマニンアンプリメ | 牝5  | 土井肇                   | 土井肇                   | 1:24.5  |
| 第19回JBCスプリント                  | 第19回JBCスプリント                  | 第19回JBCスプリント                  | ブルドッグボス     | 牡7  | 御神本訓史               | 小久保智                 | 浦和    |
| 11月4日                              | 浦和競馬場                           | 1400m                                | ブルドッグボス     | 牡7  | Him Rock Racing HD（株） | Him Rock Racing HD（株） | 1:24.9  |
| 第19回JBCクラシック                  | 第19回JBCクラシック                  | 第19回JBCクラシック                  | チュウワウィザード | 牡4  | 川田将雅                 | 大久保龍志               | JRA栗東 |
| 11月4日                              | 浦和競馬場                           | 2000m                                | チュウワウィザード | 牡4  | 中西忍                   | 中西忍                   | 2:06.1  |
| 第70回全日本2歳優駿                  | 第70回全日本2歳優駿                  | 第70回全日本2歳優駿                  | ヴァケーション     | 牡2  | 吉原寛人                 | 高月賢一                 | 川崎    |
| 12月18日                             | 川崎競馬場                           | 1600m                                | ヴァケーション     | 牡2  | 大岸昌浩                 | 大岸昌浩                 | 1:41.9  |
| 第65回東京大賞典                     | 第65回東京大賞典                     | 第65回東京大賞典                     | オメガパフューム   | 牡4  | ミルコ・デムーロ         | 安田翔伍                 | JRA栗東 |
| 12月29日                             | 大井競馬場                           | 2000m                                | オメガパフューム   | 牡4  | 原禮子                   | 原禮子                   | 2:04.9  |

### ばんえい競馬（BG1）
| 競走名                   | 競走名                   | 競走名                   | 優勝馬             | 性齢 | 騎手       | 調教師     | タイム ばんえい重量 |
| 月日                     | 競馬場                   | 距離                     | 優勝馬             | 性齢 | 馬主       | 馬主       | タイム ばんえい重量 |
| ------------------------ | ------------------------ | ------------------------ | ------------------ | ---- | ---------- | ---------- | ------------------- |
| 第41回帯広記念           | 第41回帯広記念           | 第41回帯広記念           | オレノココロ       | 牡9  | 鈴木恵介   | 槻舘重人   | 2:48.0 920kg        |
| 1月2日                   | 帯広競馬場               | 200m                     | オレノココロ       | 牡9  | 大森勝廣   | 大森勝廣   | 2:48.0 920kg        |
| 第12回天馬賞             | 第12回天馬賞             | 第12回天馬賞             | メジロゴーリキ     | 牡5  | 西謙一     | 松井浩文   | 1:57.9 760kg        |
| 1月3日                   | 帯広競馬場               | 200m                     | メジロゴーリキ     | 牡5  | 広瀬豪     | 広瀬豪     | 1:57.9 760kg        |
| 第29回ヒロインズカップ   | 第29回ヒロインズカップ   | 第29回ヒロインズカップ   | タイキン           | 牝6  | 菊池一樹   | 大橋和則   | 2:34.1 770kg        |
| 2月3日                   | 帯広競馬場               | 200m                     | タイキン           | 牝6  | 小倉たまき | 小倉たまき | 2:34.1 770kg        |
| 第50回イレネー記念       | 第50回イレネー記念       | 第50回イレネー記念       | メムロボブサップ   | 牡3  | 阿部武臣   | 坂本東一   | 1:58.8 690kg        |
| 3月3日                   | 帯広競馬場               | 200m                     | メムロボブサップ   | 牡3  | 竹澤一彦   | 竹澤一彦   | 1:58.8 690kg        |
| 第51回ばんえい記念       | 第51回ばんえい記念       | 第51回ばんえい記念       | センゴクエース     | 牡7  | 工藤篤     | 槻舘重人   | 3:35.0 1000kg       |
| 3月24日                  | 帯広競馬場               | 200m                     | センゴクエース     | 牡7  | 千石貞子   | 千石貞子   | 3:35.0 1000kg       |
| 第31回ばんえいグランプリ | 第31回ばんえいグランプリ | 第31回ばんえいグランプリ | コウシュハウンカイ | 牡9  | 藤本匠     | 松井浩文   | 2:10.7 810kg        |
| 8月11日                  | 帯広競馬場               | 200m                     | コウシュハウンカイ | 牡9  | 秋田忍     | 秋田忍     | 2:10.7 810kg        |
| 第44回ばんえいオークス   | 第44回ばんえいオークス   | 第44回ばんえいオークス   | ジェイカトレア     | 牝3  | 藤野俊一   | 平田義弘   | 1:57.6 670kg        |
| 12月8日                  | 帯広競馬場               | 200m                     | ジェイカトレア     | 牝3  | 小森唯永   | 小森唯永   | 1:57.6 670kg        |
| 第48回ばんえいダービー   | 第48回ばんえいダービー   | 第48回ばんえいダービー   | メムロボブサップ   | 牡3  | 阿部武臣   | 坂本東一   | 1:50.2 730kg        |
| 12月29日                 | 帯広競馬場               | 200m                     | メムロボブサップ   | 牡3  | 竹澤一彦   | 竹澤一彦   | 1:50.2 730kg        |

### 騎手招待・交流競走
- 第33回全日本新人王争覇戦（1月22日、高知競馬場） 総合優勝：藤田凌（大井）[456]
- 第17回佐々木竹見カップ ジョッキーズグランプリ（1月29日、川崎競馬場） 総合優勝：戸崎圭太（JRA美浦）[457]
- 2019地方競馬ジョッキーズチャンピオンシップ
  - チャレンジステージ（5月21日・金沢競馬場） 本戦出場権獲得：真島大輔（大井）、赤岡修次（高知）[458]
  - 本戦（ファーストステージ：6月2日・盛岡競馬場、ファイナルステージ：6月20日・園田競馬場） 総合優勝：吉村智洋（兵庫）[459]
- ジャパンジョッキーズカップ2019（7月15日、盛岡競馬場）[460]
  - チーム戦総合優勝：Team WEST（西日本地方競馬選抜、山口勲・佐藤友則・吉村智洋・永森大智）
  - 個人戦総合優勝：佐藤友則（Team WEST）
- 2019ワールドオールスタージョッキーズ（8月24日・25日、札幌競馬場）
  - チーム戦総合優勝：JRA選抜（川田将雅・クリストフ・ルメール・戸崎圭太・武豊・浜中俊・三浦皇成・藤田菜七子）[461][462]
  - 個人戦総合優勝：川田将雅（JRA選抜）[461]
- 第28回ゴールデンジョッキーカップ（9月4日・園田競馬場） 総合優勝：村上忍（岩手）[463]
- 第11回UFOKK（浦和・船橋・大井・川崎・高知）ジョッキーズ競走（10月12日、高知競馬場） 総合優勝：赤岡修次（高知）[464]
- 2019ヤングジョッキーズシリーズ（YJS、ファイナルラウンド第1戦・第2戦：12月27日・大井競馬場／第3戦・第4戦：12月28日、中山競馬場） 総合優勝：岩本怜（岩手）[465]

## 表彰

### 令和元年度女性のチャレンジ賞（男女共同参画担当大臣賞）
- 宮下瞳（騎手、愛知県競馬組合所属）[466]

### 2019年度JRA賞
競走馬部門及び馬事文化賞は2020年1月7日発表、調教師・騎手部門は2020年1月4日発表。
競走馬部門
- 年度代表馬・最優秀4歳以上牝馬：リスグラシュー（牝5歳、栗東・矢作芳人厩舎）
- 最優秀2歳牡馬：コントレイル（牡2歳、栗東・矢作芳人厩舎）
- 最優秀2歳牝馬：レシステンシア（牝2歳、栗東・松下武士厩舎） ※満票選出[470]
- 最優秀3歳牡馬：サートゥルナーリア（牡3歳、栗東・角居勝彦厩舎）
- 最優秀3歳牝馬：グランアレグリア（牝3歳、美浦・藤沢和雄厩舎）
- 最優秀4歳以上牡馬：ウインブライト（牡5歳、美浦・畠山吉宏厩舎）
- 最優秀短距離馬：インディチャンプ（牡4歳、栗東・音無秀孝厩舎）
- 最優秀ダートホース：クリソベリル（牡3歳、栗東・音無秀孝厩舎）
- 最優秀障害馬：シングンマイケル（せん5歳、美浦・高市圭二厩舎）

調教師・騎手部門
- 最多勝利調教師：安田隆行（栗東）
- 最高勝率調教師・優秀技術調教師：中内田充正（栗東）
- 最多賞金獲得調教師：矢作芳人（栗東）
- MVJ・最多勝利騎手・最多賞金獲得騎手：クリストフ・ルメール（栗東）
- 最高勝率騎手：川田将雅（栗東）
- 最優秀障害騎手[注 18]：森一馬（栗東）
- 最多勝利新人騎手[注 19]：斎藤新（栗東）

JRA賞馬事文化賞
- 受賞作：『ザ・ロイヤルファミリー』（新潮社）
- 受賞者：早見和真（小説家）

### NARグランプリ2019
2020年1月15日発表。
表彰馬
- 年度代表馬・4歳以上最優秀牡馬・最優秀短距離馬：ブルドッグボス（牡7歳、浦和・小久保智厩舎）
- 2歳最優秀牡馬：ヴァケーション（牡2歳、川崎・高月賢一厩舎）
- 2歳最優秀牝馬：コーラルツッキー（牝2歳、北海道・田中淳司厩舎）
- 3歳最優秀牡馬：リンゾウチャネル（牡3歳、北海道・堂山芳則厩舎）
- 3歳最優秀牝馬：トーセンガーネット（牝3歳、浦和・小久保智厩舎）
- 4歳以上最優秀牝馬：クレイジーアクセル（牝4歳、大井・渡邉和雄厩舎）
- ばんえい最優秀馬：センゴクエース（牡7歳、槻舘重人厩舎）
- 最優秀ターフ馬：該当馬なし
- ダートグレード競走特別馬：オメガパフューム（牡4歳、JRA栗東・安田翔伍厩舎）
- 特別表彰馬：該当馬なし

表彰者
- 最優秀勝利回数調教師賞：打越勇児（高知）
- 最優秀賞金収得調教師賞・殊勲調教師賞：小久保智（浦和）
- 最優秀勝率調教師賞：川西毅（愛知）
- 殊勲調教師賞：高月賢一（川崎）
- 最優秀勝利回数騎手賞・最優秀賞金収得騎手賞・ベストフェアプレイ賞：森泰斗（船橋）
- 最優秀勝率騎手賞：山口勲（佐賀）
- 殊勲騎手賞：御神本訓史（大井）、吉原寛人（金沢）
- 優秀新人騎手賞：岩本怜（岩手）
- 優秀女性騎手賞：木之前葵（愛知）
- 特別賞：西川敏弘（高知、地方競馬通算3000勝達成）、石崎隆之（元船橋・2019年3月引退、地方競馬の発展に多大なる功績を残す）

## 新規免許取得者
騎手・調教師のみ記載。ただし地方競馬及び日本国外からJRAへ移籍した者、引退・失効・免許返上後に再取得した者は除く。
地方競馬は年度単位（4月 - 翌年3月）となっているが、免許日を基準に記載する。
記載は氏名（所属地、免許日）の順。

### 騎手
- 大塚海渡（JRA美浦、3月1日）[472]
- 小林凌大（JRA美浦、3月1日）[473]
- 菅原明良（JRA美浦、3月1日）[474]
- 岩田望来（JRA栗東、3月1日）[475]
- 亀田温心（JRA栗東、3月1日）[476]
- 斎藤新（JRA栗東、3月1日）[477]
- 団野大成（JRA栗東、3月1日）[478]
- 小野楓馬（北海道、4月1日）[139]
- 塚本涼人（岩手、4月1日）[139]
- 福原杏（浦和、4月1日）[139]
- 大木天翔（大井、4月1日）[139]
- 兼子千央（金沢、4月1日）[139]
- 東川慎（笠松、4月1日）[139]
- 木本直（兵庫、4月1日）[139]
- 妹尾将充（高知、4月1日）[139]
- 多田羅誠也（高知、4月1日）[139]
- 濱尚美（高知、4月1日）[139]
- 関本玲花（岩手、10月1日）[479]
- 中島良美（浦和、10月1日）[479]
- 浅野皓大（名古屋、10月1日）[479]
- 金山昇馬（佐賀、10月1日）[479]
- 林康文（ばんえい帯広、12月1日）[368]

### 調教師
- 小手川準（JRA美浦、1月1日）[480]
- 宮田敬介（JRA美浦、1月1日）[481]
- 深山雅史（JRA美浦、1月1日）[482][25]
- 新谷功一（JRA栗東、1月1日）[483]
- 長谷川浩大（JRA栗東、1月1日）[25][484]
- 吉岡辰弥（JRA栗東、1月1日）[485]
- 赤嶺亮（大井、4月1日）[139]
- 永島太郎（兵庫、8月1日）[233]
- 西川進也（兵庫、8月1日）[233]
- 森山雄大（北海道、12月1日）[368]
- 坂井英光（大井、12月1日）[368]

## 通算勝利数の記録
地方競馬は「地方通算」のものと「中央・地方通算」（主にホッカイドウ競馬で使用）があるが、それぞれ出典に拠った。
同一人物が複数の記録を達成した場合は原則として最後に記録したものを記載するが、地方競馬から中央競馬へ移籍した騎手、また中央所属で平地競走と障害競走でそれぞれ記載可能な記録、さらに地方競馬及び日本国外所属で中央競馬もしくは地方競馬初勝利等が発生した場合はこの限りでない。
記載は、氏名（達成地、達成日）の順。

### 騎手
| 初勝利 フランク・ブロンデル（JRA中山、2月23日） ※JRA初勝利 斎藤新（JRA小倉、3月3日） 藤井勘一郎（JRA阪神、3月9日） ※JRA初勝利 亀田温心（JRA中京、3月17日） 団野大成（JRA阪神、3月17日） 岩田望来（JRA阪神、3月30日） 東川慎（笠松、4月2日） 大塚海渡（JRA中山、4月7日） 多田羅誠也（高知、4月13日） ※初騎乗で達成 兼子千央（金沢、4月14日） 小野楓馬（門別、4月18日） 菅原明良（JRA福島、4月20日） 濱尚美（高知、4月20日） 妹尾将充（高知、4月20日） 大木天翔（大井、4月24日） ダミアン・レーン（JRA東京、4月28日） ※JRA初勝利 福原杏（浦和、4月30日） 塚本涼人（盛岡、5月19日） 木本直（園田、6月12日） 阿部龍（JRA函館、7月21日） ※北海道所属。JRA初勝利 ミカエル・ミシェル（JRA札幌、8月25日） ※JRA初勝利 金山昇馬（佐賀、10月5日） 関本玲花（盛岡、10月7日） 浅野皓大（名古屋、11月1日） 中島良美（浦和、11月5日） 小林凌大（JRA中山、12月15日） 岩本怜（JRA中山、12月28日） ※岩手所属。JRA初騎乗で初勝利を達成 中越琉世（JRA中山、12月28日） ※川崎所属。JRA初勝利 100勝 荻野極（JRA中京、1月27日） 笠野雄大（船橋、3月12日） 杉原誠人（JRA福島、4月21日） 保園翔也（船橋、5月10日） 山口達弥（川崎、5月17日） 難波剛健（JRA新潟、5月18日） ※平地・障害通算 山本咲希到（門別、6月6日） 藤本現暉（川崎、6月13日） 木幡巧也（JRA福島、7月21日） 加藤祥太（JRA札幌、7月27日） 岩本怜（盛岡、8月12日） ※地方競馬通算 落合玄太（門別、9月10日） 伊藤裕人（船橋、9月23日） 永井孝典（園田、10月16日） 石川駿介（大井、10月16日） 横山武史（JRA中京、12月14日） 坂井瑠星（JRA阪神、12月14日） 武藤雅（JRA中山、12月15日） 200勝 西谷誠（JRA中京、1月27日） ※平地・障害通算 栗原大河（金沢、7月2日） 森島貴之（笠松、7月4日） 井上幹太（門別、7月31日） 岡村健司（浦和、10月8日） 渡邊竜也（笠松、11月18日） 水野翔（笠松、12月31日） 300勝 張田昂（船橋、3月15日） 友森翔太郎（名古屋、3月28日） 大原浩司（笠松、7月4日） 菱田裕二（JRA函館、7月14日） 丸山真一（名古屋、8月20日） 松戸政也（金沢、9月17日） 川島正太郎（船橋、9月24日） 澤田龍哉（船橋、10月31日） 加藤聡一（名古屋、11月14日） 松若風馬（JRA中京、12月8日） 鴨宮祥行（園田、12月18日） 400勝 沖静男（金沢、6月23日） 石川倭（門別、6月26日） 中島龍也（金沢、8月25日） 村上弘樹（名古屋、12月12日） 500勝 秋元耕成（浦和、1月7日） 大野拓弥（JRA東京、1月27日） 瀧川寿希也（大井、3月19日） 阿部龍（門別、4月24日） ※地方競馬通算 阪野学（門別、6月5日） 田知弘久（金沢、8月18日） 田中直人（佐賀、10月5日） 丸山元気（JRA福島、11月3日） 寺地誠一（園田、11月20日） | 600勝 横井将人（名古屋、1月1日） 松山弘平（JRA小倉、8月24日） 本田正重（船橋、9月24日） 700勝 三浦皇成（JRA中山、3月9日） 葛山晃平（金沢、7月9日） 北村友一（JRA阪神、9月16日） 800勝 田辺裕信（JRA中山、1月13日） 堀場裕充（金沢、3月19日） 青柳正義（金沢、4月23日） 岩橋勇二（門別、7月9日） 宮下瞳（名古屋、9月4日） 笹川翼（大井、12月25日） 900勝 吉井友彦（笠松、6月7日） 町田直希（川崎、7月3日） 菅原俊吏（盛岡、7月28日） 勝浦正樹（JRA福島、11月3日） 江田照男（JRA中山、12月28日） 藤原幹生（笠松、12月30日） 1000勝 戸崎圭太（JRA福島、6月29日） 浜中俊（JRA小倉、8月17日） ミルコ・デムーロ（JRA中山、9月16日） 1100勝 藤田弘治（金沢、5月5日） 桑村真明（門別、6月25日） 柿原翔（名古屋、7月24日） 筒井勇介（笠松、10月11日） クリストフ・ルメール（JRA京都、11月10日） 1200勝 内田博幸（JRA東京、6月1日） 1300勝 山崎誠士（川崎、2月25日） 矢野貴之（大井、4月12日） 川田将雅（JRA阪神、6月9日） 平瀬城久（金沢、9月15日） 1400勝 繁田健一（浦和、5月30日） 幸英明（JRA阪神、12月15日） 1500勝 工藤篤（ばんえい帯広、2月10日） 米倉知（金沢、4月3日） 大山真吾（園田、10月25日） 1600勝 佐藤友則（笠松、9月13日） 岩田康誠（JRA阪神、12月14日） 1700勝 大畑雅章（名古屋、5月6日） 1800勝 吉村智洋（園田、7月19日） 1900勝 井上俊彦（門別、7月10日） 酒井忍（川崎、10月22日） 2000勝 左海誠二（浦和、8月20日） 2100勝 真島大輔（大井、4月23日） 宮崎光行（門別、10月24日） 2200勝 五十嵐冬樹（門別、6月12日） 福永祐一（JRA阪神、6月22日） 2300勝 吉原寛人（川崎、2月26日） 御神本訓史（大井、10月1日） 2500勝 丸野勝虎（名古屋、4月9日） 今野忠成（川崎、10月21日） 兒島真二（佐賀、11月3日） 2600勝 森泰斗（大井、7月10日） 2700勝 下原理（園田、5月17日） 2800勝 戸部尚実（名古屋、9月20日） 3000勝 西川敏弘（高知、3月28日） 3500勝 向山牧（笠松、11月21日） 3700勝 岡部誠（名古屋、6月28日） 4000勝 田中学（園田、12月3日） 4100勝 武豊（JRA阪神、9月16日） 4500勝 山口勲（佐賀、6月22日） 7200勝 的場文男（川崎、1月4日） |

### 調教師
| 初勝利 林幻（船橋、2月20日） 石坂公一（JRA小倉、3月2日） ※初出走で達成 上村洋行（JRA中京、3月9日） 坂口智康（JRA阪神、3月17日） 長谷川浩大（JRA福島、4月6日） 稲垣幸雄（JRA福島、4月20日） 深山雅史（JRA東京、5月4日） 吉井竜一（大井、5月20日） 櫻井拓章（門別、5月29日） 加藤士津八（JRA阪神、6月22日） 新井健児（浦和、9月10日） 100勝 山田信大（船橋、1月17日） 武井亮（JRA中山、3月10日） 山口竜一（門別、4月23日） 高橋文雅（JRA東京、5月18日） 池添学（JRA函館、6月23日） 西村真幸（JRA中京、6月30日） 山下貴之（船橋、7月15日） 田中剛（JRA福島、7月20日） 花本正三（笠松、8月12日） 高橋清顕（大井、9月20日） 川添明弘（金沢、9月29日） 小国博行（門別、10月30日） 浜田多実雄（JRA中京、12月7日） 200勝 山中尊徳（船橋、1月17日） 嶋田幸晴（大井、1月24日） 高野友和（JRA小倉、2月17日） 笹田和秀（JRA阪神、3月3日） 木村哲也（JRA中山、4月7日） 伊藤滋規（船橋、5月8日） 國信満（門別、6月25日） 矢野英一（JRA函館、6月30日） 小笠倫弘（JRA札幌、8月25日） 齊藤正弘（門別、10月1日） 茂崎正善（園田、11月20日） 中内田充正（JRA阪神、12月21日） ※JRA史上最速で達成 300勝 河内洋（JRA中山、1月14日） 宗形竹見（大井、2月4日） 米田英世（大井、3月20日） 橋本和馬（大井、5月23日） 畠山吉宏（JRA福島、7月6日） 森下淳平（川崎、8月6日） 鹿戸雄一（JRA新潟、8月17日） 平山真希（浦和、11月28日） 松浦裕之（大井、12月2日） 松永昌博（JRA中京、12月15日） 400勝 相沢郁（JRA中山、2月24日） 堀千亜樹（大井、4月9日） 佐久間雅貴（門別、9月10日） 坂本昇（船橋、9月25日） 堀井雅広（JRA中山、9月29日） 伊藤圭三（JRA新潟、10月5日） 久保田貴士（JRA福島、11月3日） 昆貢（JRA東京、11月23日） 尾島徹（笠松、12月2日） 宮徹（JRA中京、12月15日） 河津裕昭（川崎、12月17日） 田邊陽一（川崎、12月20日） 加藤和宏（金沢、12月24日） 500勝 加藤征弘（JRA中山、1月14日） 友道康夫（JRA京都、4月21日） 米川昇（門別、6月5日） 鮫島一歩（JRA中京、6月29日） 川島正一（船橋、8月7日） 手塚貴久（JRA札幌、8月17日） 田村康仁（JRA中山、9月8日） 中川雅之（金沢、9月15日） 山越光（川崎、10月20日） 荒巻透（名古屋、12月11日） | 600勝 今津博之（名古屋、1月4日） 宮本仁（名古屋、1月16日） 桧森邦夫（門別、6月19日） 新井清重（船橋、7月14日） 矢作芳人（JRA福島、7月21日） 浅見秀一（JRA札幌、7月27日） 松田国英（JRA新潟、9月1日） 村上正和（門別、9月10日） 萩原清（JRA東京、10月6日） 荒山勝徳（大井、10月17日） 700勝 角居勝彦（JRA阪神、3月17日） 山崎尋美（川崎、4月4日） 笹野博司（笠松、6月6日） 橋田満（JRA函館、6月23日） 藤原英昭（JRA中京、7月6日） 後藤正義（笠松、9月27日） 阪本一栄（大井、12月27日） 800勝 音無秀孝（JRA阪神、3月23日） 藤ヶ崎一人（名古屋、9月17日） 黒木豊（金沢、11月18日） 安田隆行（JRA阪神、12月1日） 900勝 加藤幸保（笠松、4月3日） 田中敏和（名古屋、6月11日） 高月賢一（船橋、9月25日） 矢野義幸（船橋、9月25日） 1000勝 井上孝彦（笠松、4月24日） 土井道隆（佐賀、5月6日） 原口次夫（名古屋、5月16日） 打越勇児（高知、6月15日） 今井茂雅（ばんえい帯広、7月27日） 金田勇（ばんえい帯広、10月6日） 米川伸也（門別、10月29日） 林豊（ばんえい帯広、11月11日） 1100勝 田中淳司（門別、8月6日） 高橋俊之（金沢、10月20日） 1200勝 内田勝義（川崎、10月25日） 1300勝 角川秀樹（門別、7月30日） 田中正二（門別、8月7日） 塚田隆男（名古屋、8月9日） 小久保智（浦和、8月19日） 1400勝 伊藤和（盛岡、7月28日） 竹下直人（名古屋、11月26日） 1600勝 川西毅（名古屋、9月18日） 1700勝 瀬戸口悟（名古屋、12月12日） 2000勝 別府真司（高知、4月13日） 真島元徳（佐賀、12月22日） 2200勝 川嶋弘吉（笠松、2月21日） 錦見勇夫（名古屋、9月19日） 金田一昌（金沢、11月19日） 3400勝 角田輝也（名古屋、10月4日） |

## 誕生
この年に生まれた競走馬は2022年のクラシック世代となる。

### 競走馬
- 1月7日 - ピースオブエイト[742]
- 1月15日 - シンティレーション[743]
- 1月17日 - ヴァレーデラルナ[744]、デシエルト[745]
- 1月18日 - スタニングローズ[746]
- 1月26日 - サブライムアンセム[747]
- 1月27日 - キラーアビリティ[748]
- 1月29日 - ヴィブラフォン[749]
- 1月30日 - エピファニー[750]
- 2月3日 - エリカヴィータ[751]
- 2月4日 - パラレルヴィジョン[752]
- 2月5日 - キングエルメス[753]、ゼッフィーロ[754]
- 2月7日 - ダノンベルーガ[755]、アーテルアストレア[756]
- 2月10日 - プルパレイ[757]、ローシャムパーク[758]
- 2月11日 - オニャンコポン[759]
- 2月15日 - ドンフランキー[760]
- 2月17日 - レッドモンレーヴ[761]
- 2月20日 - コマンドライン[762]、マテンロウオリオン[763]
- 2月21日 - ガイアフォース[764]、カナテープ
- 2月22日 - ダノンスコーピオン[765]
- 2月23日 - アスクワイルドモア[766]
- 2月25日 - ジオグリフ[767]、ラーグルフ[768]
- 2月26日 - アートハウス[769]
- 2月27日 - スターズオンアース[770]、サンライズアムール[771]
- 2月28日 - ビーアストニッシド[772]
- 3月2日 - ナミュール[773]、ジャングロ[774]
- 3月5日 - スピーディキック[775]
- 3月7日 - セリフォス[776]
- 3月12日 - ジャスパークローネ[777]
- 3月14日 - ドロップオブライト[778]
- 3月18日 - ペイシャエス[779]
- 3月21日 - ドライスタウト[780]
- 3月22日 - サトノレーヴ[781]
- 3月23日 - イクイノックス[782]、ボルドグフーシュ[783]
- 3月24日 - サークルオブライフ[784]、ジャスティンロック[785]、インプレス
- 3月29日 - マッドクール[786]
- 3月30日 - ナムラクレア[787]、トゥードジボン[788]
- 3月31日 - キミワクイーン[789]
- 4月1日 - アスクビクターモア[790]
- 4月3日 - プラダリア[791]
- 4月4日 - キングズソード[792]
- 4月5日 - ママコチャ[793]
- 4月7日 - サンライズホーク[794]
- 4月8日 - セイウンハーデス[795]
- 4月9日 - ヤマニンサルバム[796]
- 4月12日 - ジャスティンパレス[797]、セルバーグ[798]
- 4月15日 - ジュンブロッサム[799]
- 4月16日 - ノットゥルノ[800]、リカンカブール[801]
- 4月17日 - セキフウ[802]
- 4月18日 - リメイク[803]
- 4月20日 - レッドラディエンス[804]
- 4月21日 - シュトルーヴェ[805]
- 4月22日 - マテンロウレオ[806]、ヴァルツァーシャル[807]、スーパーバンタム[808]
- 4月25日 - プレサージュリフト[809]、テイエムスパーダ[810]
- 4月26日 - ナムラリコリス[811]
- 4月28日 - ライラック[812]
- 4月29日 - グランブリッジ[813]、コスタボニータ[814]、シルトプレ[815]
- 5月1日 - アイスジャイアント[816]、トウシンマカオ[817]
- 5月4日 - クラウンプライド[818]、ミクソロジー[819]、エコロデュエル[820]
- 5月7日 - ドウデュース[821]
- 5月8日 - ウインマーベル[822]
- 5月10日 - ブローザホーン[823]
- 5月11日 - ブリッツファング[824]、リジン[825]
- 5月15日 - フェーングロッテン[826]
- 5月27日 - ウォーターナビレラ[827]

## 死亡

### 競走馬・繁殖馬・功労馬
- 2月1日 - サクラスピードオー[828]
- 2月2日 - ロイヤルタッチ[828][829]
- 2月3日 - レガシークレスト[828]
- 2月5日 - マコトスパルビエロ[830]、サウンドザビーチ[831]
- 2月7日 - イクノディクタス[832]
- 3月4日 - サクラキャンドル[833]
- 3月19日 - キングヘイロー[834]
- 4月1日 - ウオッカ[835]
- 4月15日 - ヒシアマゾン[836]、シンコールビー
- 4月16日 - キングズベスト[837]
- 4月17日 - シャケトラ[838][注 23]
- 4月19日 - オメガハートランド
- 4月24日 - ナムラサンクス[840]
- 4月26日 - ゴーカイ[841]
- 4月28日 - カネサブラック[842]
- 5月1日（死去判明） - ドゥーナデン[843]
- 5月2日 - アイアンテーラー[844][注 24]
- 5月18日 - マザートウショウ[846]
- 5月23日 - オメガヴェンデッタ[847][注 25]
- 5月26日 - アドマイヤエイカン[注 26]
- 6月3日 - シルクジャスティス[850]
- 6月11日 - ビコーペガサス[851]
- 7月3日 - タンタアレグリア[852][注 27]
- 7月21日 - ゴッドスピード[854]
- 7月30日 - ディープインパクト[855]
- 8月3日 - ナムラコクオー[856]、シャルロット[857]
- 8月5日 - カジノドライヴ[注 28][858][859]
- 8月9日 - キングカメハメハ[860]
- 8月29日 - ウインムート[861][注 29]
- 9月12日 - チョウカイキャロル[863]
- 11月3日 - マヤノトップガン[864]
- 11月14日 - グレイル[865][注 30]
- 11月21日 - ウイングアロー[867]
- 11月24日 - ファンタジスト[868][注 31]
- 12月17日 - シルクフォーチュン[870]
- 12月18日 - ケイティタイガー[871]

### 人物
- 3月7日 - 雑賀秀介（高知県競馬組合所属調教師。元紀三井寺競馬・高知競馬騎手）[872]
- 4月25日 - 和田孝弘（競走馬生産者・シンボリ牧場社長。JRA年度代表馬に二度輝いたシンボリクリスエスなどを輩出）[873]
- 5月7日 - 毛利喜昭（冠名「モンテ」の馬主、ヤシマソブリンなどを所有）[874]
- 5月20日 - 鈴木長次（金沢競馬場所属調教師。元上山競馬調教師）[875]
- 7月24日 - 原良馬（競馬評論家。俳優から週刊誌記者・スポーツ新聞記者を経てラジオNIKKEI・テレビ東京の競馬中継で活躍。2018年度JRA賞馬事文化賞功労賞を受賞）[876][877]
- 10月16日 - 福島幸三郎（元神奈川県川崎競馬組合調教師。牝馬で唯一南関東三冠を制覇したロジータを輩出）[878]
- 11月17日 - 近藤利一（冠名「アドマイヤ」の馬主、日本馬主協会連合会労務・預託委員長、アドマイヤベガ【1999年東京優駿優勝馬】などの馬主）[879]
- 12月18日 - 北村卓士（元日本中央競馬会騎手。同会所属騎手福永祐一の叔父にあたる）[880]
- 12月26日 - 臼田浩義（東京馬主協会元顧問。1998年日本ダービーなどGI競走で4勝したスペシャルウィークの馬主）[881]